# 굴절버스

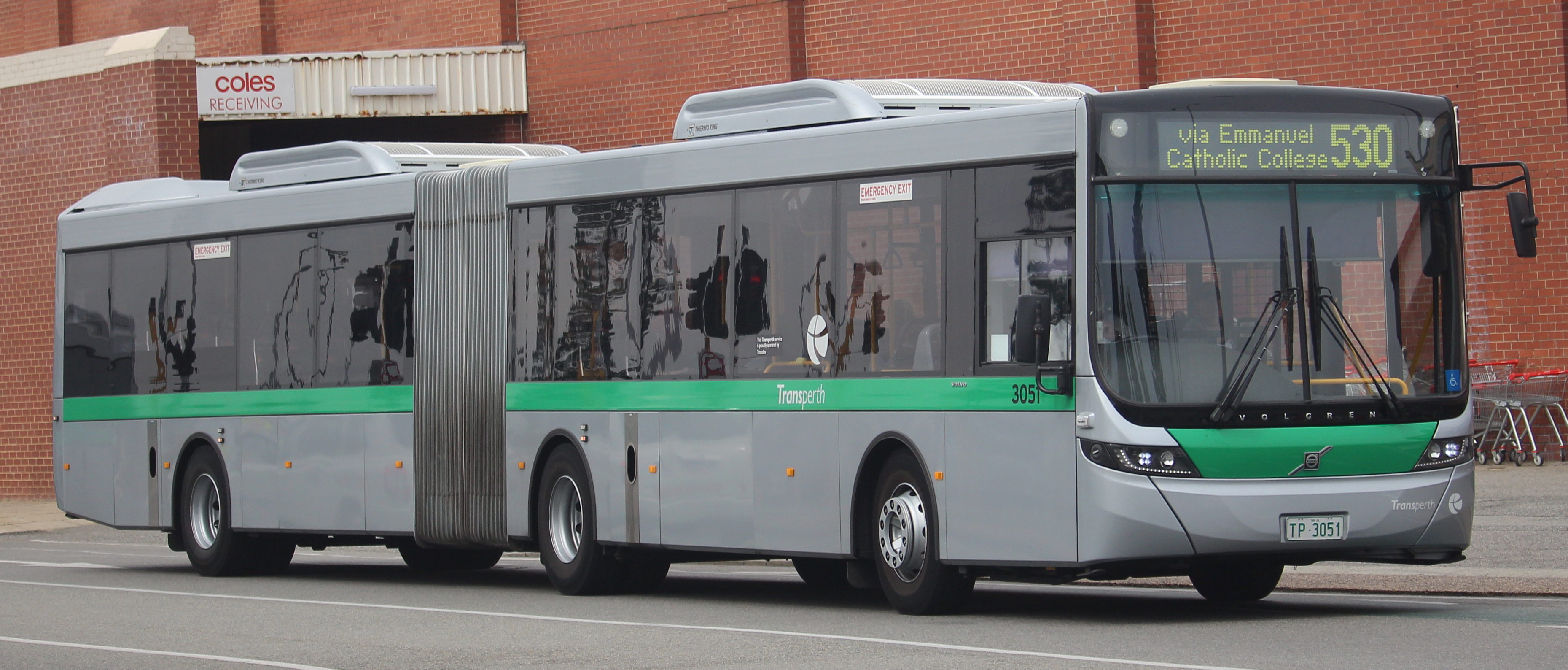
볼그렌 옵티머스 차체 볼보 B8RLEA를 사용하는 트랜스퍼스, 퍼스, 웨스턴오스트레일리아주, 오스트레일리아, 2018년 11월

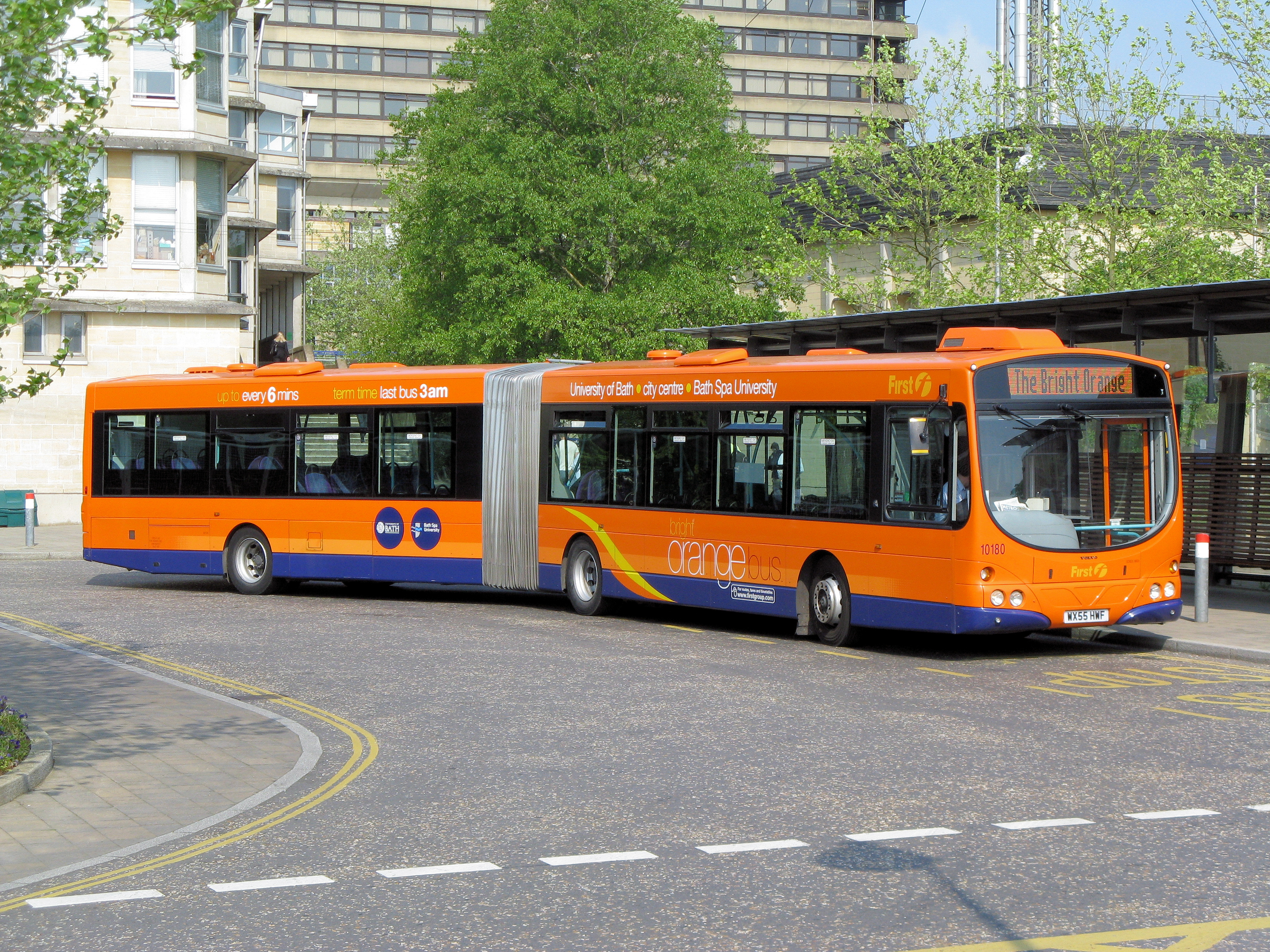
2008년 5월 잉글랜드 배스 대학교에서 코너를 도는 라이트 이클립스 퓨전 굴절버스

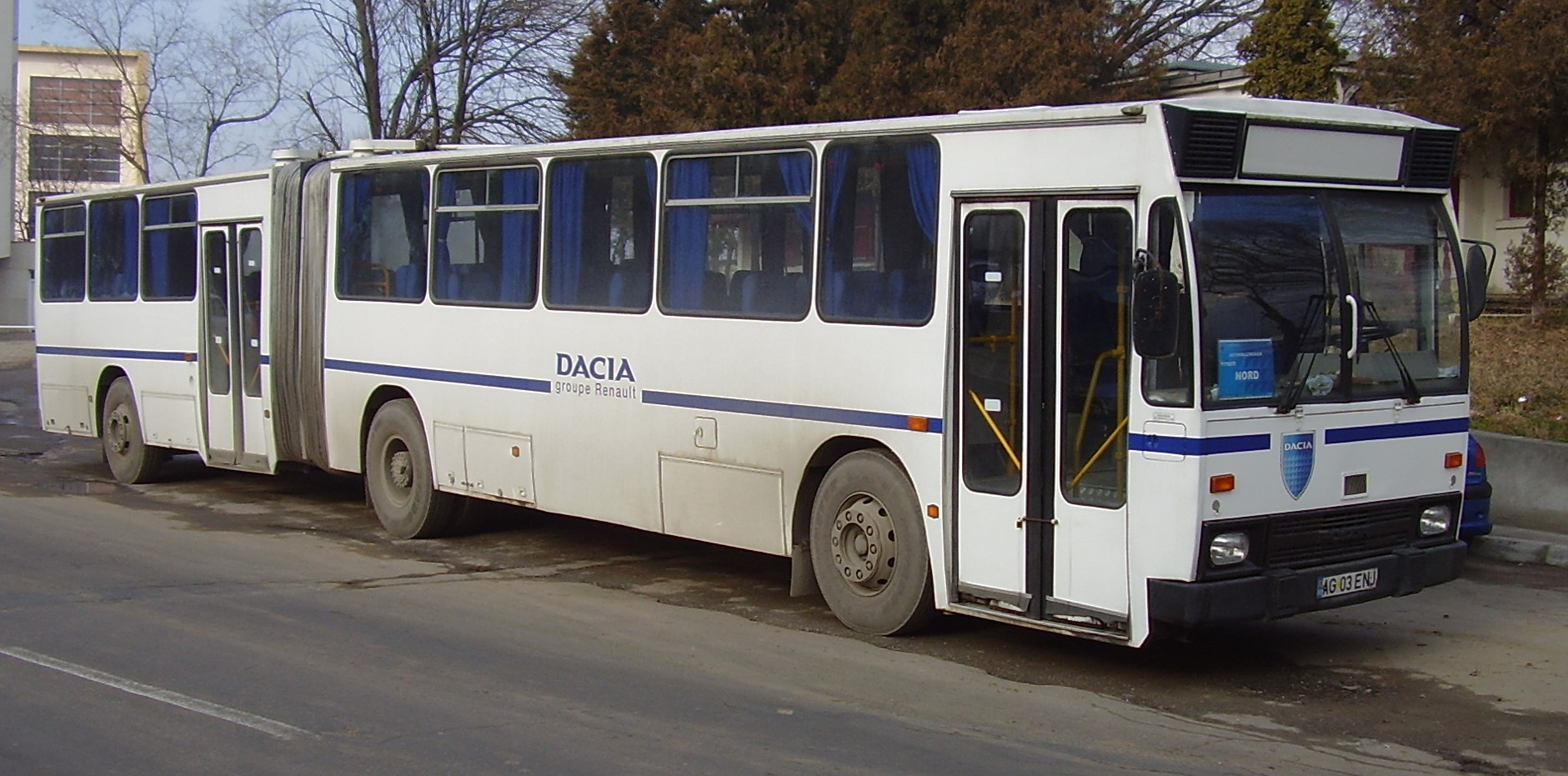
2008년 6월 루마니아 우지넬로르의 DAC 117UD 굴절버스

굴절버스(屈折 - , 영어: articulated bus, slinky bus, banana bus, bendy bus, artic bus, tandem bus, double bus, vestibule bus, wiggle wagon, stretch bus, sausage bus, accordion bus)는 일반적으로 버스 또는 트롤리버스와 같이 대중교통에 사용되는 굴절차량이다. 일반적으로 1층 버스이며, 내부 및 외부 보호 벨로우즈와 바닥의 덮개판으로 둘러싸인 피벗 조인트(굴절)로 연결된 두 개 이상의 강체 섹션으로 구성된다. 이를 통해 일반 버스보다 더 긴 합법적인 길이를 가질 수 있으며, 따라서 더 높은 승객 수용량(94~120명)을 제공하면서도 버스가 적절하게 기동할 수 있다.
높은 승객 수용량 때문에 굴절 버스는 종종 간선급행버스체계의 일부로 사용되며, 기계식 유도 시스템과 전기버스 또는 트롤리버스를 포함할 수 있다.
굴절 버스는 일반적으로 18 m (59 ft) 길이이며, 표준 일반 버스는 11 to 14 m (36 to 46 ft) 길이이다. 굴절 버스의 일반적인 배치는 두 개의 축이 있는 전방 섹션이 단일 축이 있는 후방 섹션을 이끌며, 구동 축은 전방 또는 후방 섹션에 장착된다. 일부 굴절 버스에는 가장 뒤쪽 축에 스티어링 장치가 있어 전방 스티어링 축과 반대 방향으로 약간 회전하여, 도시 환경에서 운행하는 훅앤래더 소방차와 유사하게 차량이 더 좁은 회전을 할 수 있도록 한다. 덜 일반적인 굴절 버스 변형은 이중굴절버스로, 차량에 하나가 아닌 두 개의 트레일러 섹션이 있다. 이러한 차량은 약 200명의 수용력을 가지며 길이가 약 25 m (82 ft)이다. 따라서 주로 고용량, 고빈도 간선 노선 및 간선급행버스체계 서비스에 거의 전적으로 사용된다.

## 역사

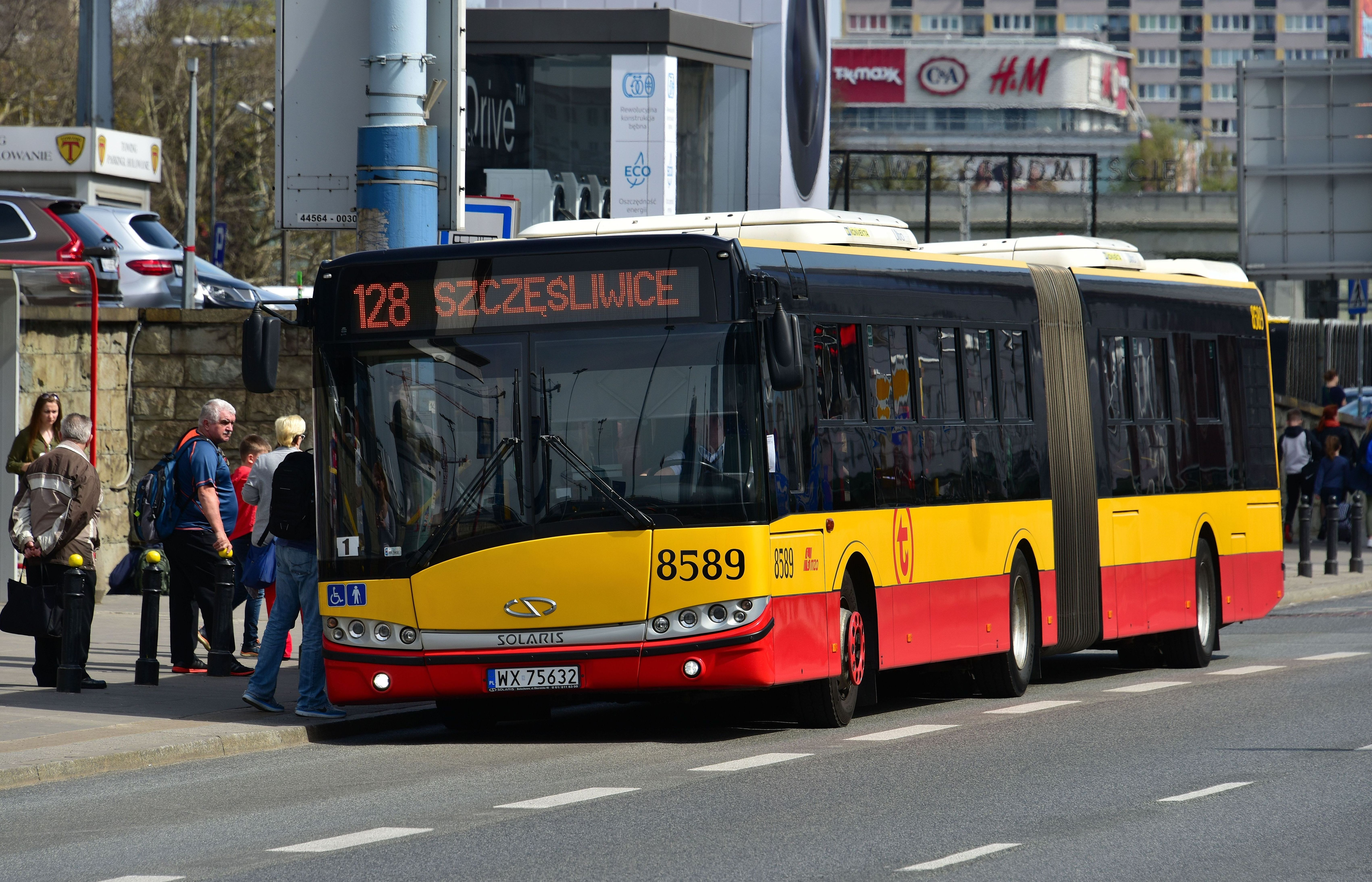
폴란드 바르샤바의 솔라리스 우르비노 18 (2018)

굴절 버스의 첫 사례는 1937년 밀라노 (이탈리아)에서 나타났다. 1938년, 트윈 코치는 볼티모어 시를 위해 굴절 버스를 제작했다. 이 버스는 길이가 47 ft (14.33 m)인 차체에 4개의 축을 가지고 있었으며, 가파른 경사를 수용하기 위해 수직 방향으로만 굴절되었다. "슈퍼 트윈"은 1948년에 15대가 제작되었으나, 더 이상 개발되지 않았다. 당시 보도에 따르면 슈퍼 트윈은 좌석 58석, 총 120명의 수용력을 가졌으며, 무게는 27,500 lb (12,500 kg)이었다.
부다페스트에서는 1961년에 이카루스 180(승객 180명 수용 능력 때문에 명명됨)의 첫 프로토타입이 공개되었다. 2010년 부다페스트의 헝가리 기술 및 교통 박물관에서는 "굴절 버스 50년"이라는 제목의 전시회가 열리고 있다. 이카루스 180은 1963년에 제한적으로 생산되었고, 1966년에 양산에 들어갔다. 이카루스 180은 후속 모델인 이카루스 280이 출시되면서 1973년에 생산이 중단되었다.

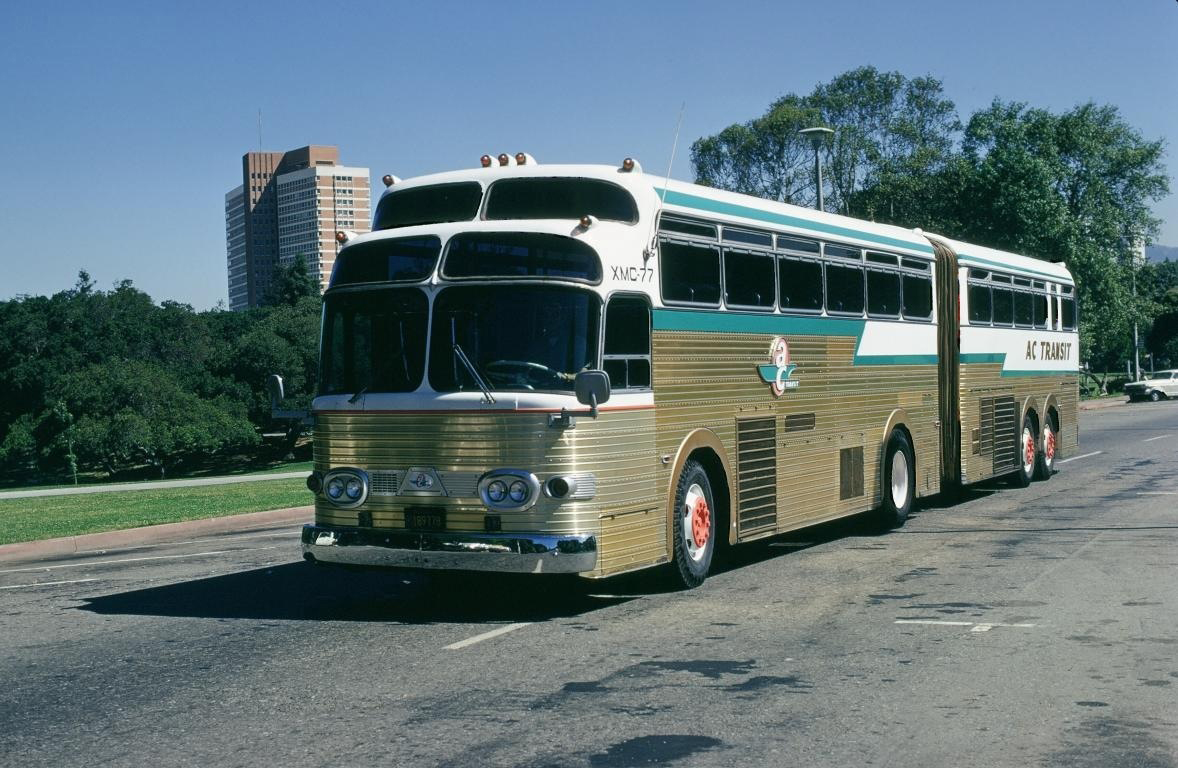
AC 트랜싯 XMC-77

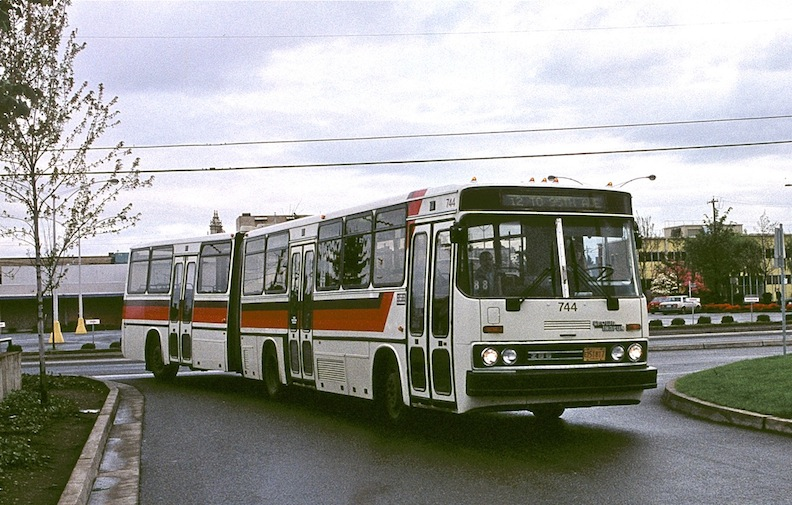
트라이메트용 크라운-이카루스 286 (1993)

1960년대 중반, 캘리포니아의 AC 트랜싯은 일부 교차선에서 실험적인 통근 버스 "XMC 77"(콘티넨탈 트레일웨이의 버스 앤 카 컴퍼니 슈퍼 골든 이글 모델 기반)을 운행하며 현대적인 굴절 버스의 미국 내 사용을 개척했다. AC 트랜싯이 "프리웨이 트레인"이라고 명명한 XMC-77은 원래 1958년에 제작되었고, 1965년 10월에 디스트릭트에서 구입하여 1966년 3월 14일 N 노선에 첫 운행을 시작했다. 첫 운행 승객들에게는 특별 기념 티켓이 증정되었다. XMC-77은 나중에 동부 베이 지역의 여러 장소와 트랜스베이 터미널에서 대중에게 전시되었다. 이 버스는 77명의 승객을 수용할 수 있는 좌석(갈색과 주황색으로 마감)과 카드 테이블이 완비된 관찰 라운지를 제공했다. 길이가 60 ft (18.3 m)인 이 버스는 높이가 10 ft 10 in (3.30 m)였으며, 262 hp (195 kW)의 출력을 내는 커민스 엔진으로 구동되었다. XMC-77의 엔지니어링은 현지 회사인 DeLeuw Cather & Co.가 담당했다.
미국에서는 1970년대 후반과 1980년대 초반에 유럽에서 굴절 버스가 수입되어 배치되었다. 이 기간 동안 운영 비용 상승으로 인해 대중교통 시스템의 공공 소유권 전환이 이루어졌고, 노동(운전자) 비용 절감 압력은 결국 단일 차량으로 더 많은 승객을 수송해야 한다는 것을 의미했다. 킹 카운티 메트로와 캘트랜스는 1976년에 결성된 공동 구매 컨소시엄을 이끌었고, 이후 AM 제너럴/MAN 합작 회사에 MAN SG 220 (독일산) 굴절 버스를 미국에서 조립하는 계약을 수주했다. 동시에 크라운은 이카루스와 계약을 맺고 미국산 파워트레인을 헝가리산 이카루스 280 섀시에 결합한 크라운-이카루스 286을 생산했다.
굴절 버스는 오스트레일리아, 오스트리아(그레프 & 스티프트), 이탈리아, 독일(Gaubschat, Emmelmann, Göppel, 뒤바그, Vetter), 캐나다(LFS Articulated), 헝가리(이카루스), 폴란드(Jelcz AP02), 루마니아(DAC 117 UD)에서도 사용되었다. 최초의 현대적인 영국 "벤디 버스"(영국과 캐나다에서 이렇게 불림)는 레이랜드-DAB가 제작하여 1980년대 셰필드 시에서 사용되었다. 이 버스들은 유지보수 비용이 많이 들어 서비스에서 철수되었다.

## 장점과 단점

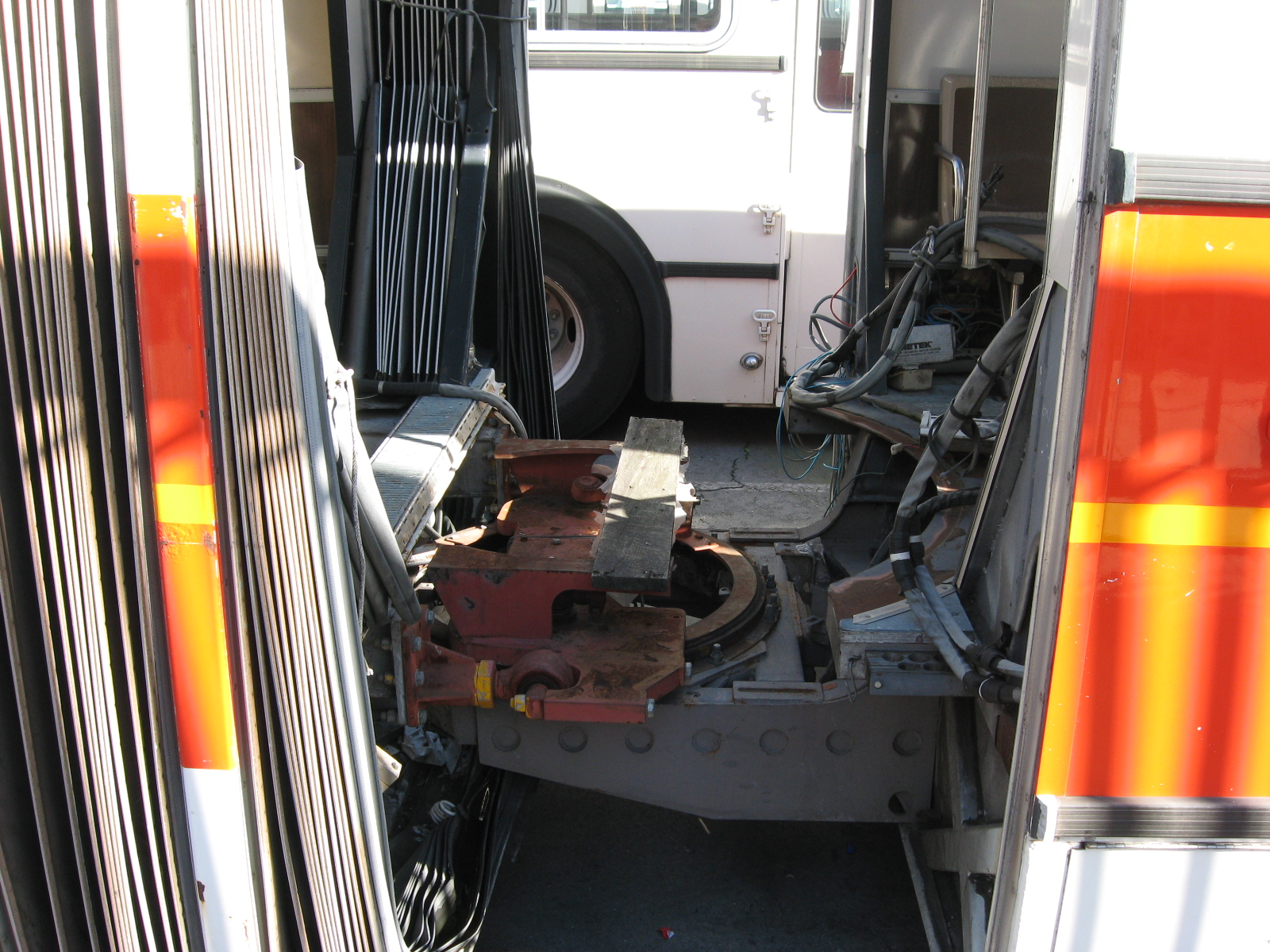
굴절 조인트 메커니즘

### 장점
굴절 버스가 2층 버스에 비해 가지는 주요 장점은 더 많고 큰 문을 통해 신속하고 동시적으로 승하차가 가능하다는 점, 낮은 무게 중심에서 오는 증가된 안정성, 2층 버스보다 적은 공기 저항을 주는 작은 전면 면적으로 인한 더 나은 연료 효율성, 종종 더 작은 회전 반경, 더 높은 최대 서비스 속도, 낮은 다리 아래를 통과할 수 있는 능력, 그리고 장애인과 노인을 위한 개선된 접근성이다.

### 단점
일부 도시 운영 환경(예: 좁은 거리와 급커브가 있는 지역)에서 굴절 버스는 일반 버스보다 훨씬 더 많은 사고에 연루될 수 있다. 런던의 굴절 버스에 대한 추정치는 보행자 관련 사고율이 다른 모든 버스보다 5배 이상 높았고, 자전거 이용자 관련 사고율은 2배 이상 높았다. 굴절 버스가 런던 버스 차량의 약 5%를 차지하던 시기에, 이 버스들은 모든 버스 관련 사망 사고의 20%에 연루되었으며, 이러한 통계는 결국 교체로 이어졌다. 그러나 이러한 안전 통계는 버스가 도시에서 가장 혼잡한 지역의 가장 혼잡한 노선에서 사용되었기 때문에 비교 대상 버스보다 더 나쁘게 보일 수 있다. 굴절 버스의 마지막 단점은 경우에 따라 특별 훈련을 받은 운전자가 필요하다는 것이다.
굴절 버스는 눈이나 얼음이 있는 조건에서도 어려움을 겪는다. 후방 차축이 동력을 전달하기 때문에, 언덕을 오르거나 눈 더미를 통과하려고 할 때 버스가 "잭나이프 현상"을 일으키거나 중간에서 꺾일 수 있다.

## 사용
굴절 버스는 긴 차량이며 일반적으로 특별 훈련을 받은 운전자가 필요하다. 이는 조작(특히 후진)이 어려울 수 있기 때문이다. "풀러" 버스의 트레일러 부분은 많은 사람들이 불편함을 느낄 수 있는 특이한 구심력에 노출될 수 있지만, "푸셔" 버스에서는 문제가 되지 않는다. 그럼에도 불구하고, 굴절 버스는 헝가리 부다페스트에서 매우 성공적이다. BKV 시내 교통 회사는 1970년대 초부터 매일 1000대 이상의 굴절 버스를 운행하고 있다. 헝가리 회사 볼란 또한 시외 노선에 수백 대의 굴절 버스를 운행한다.

### 유럽

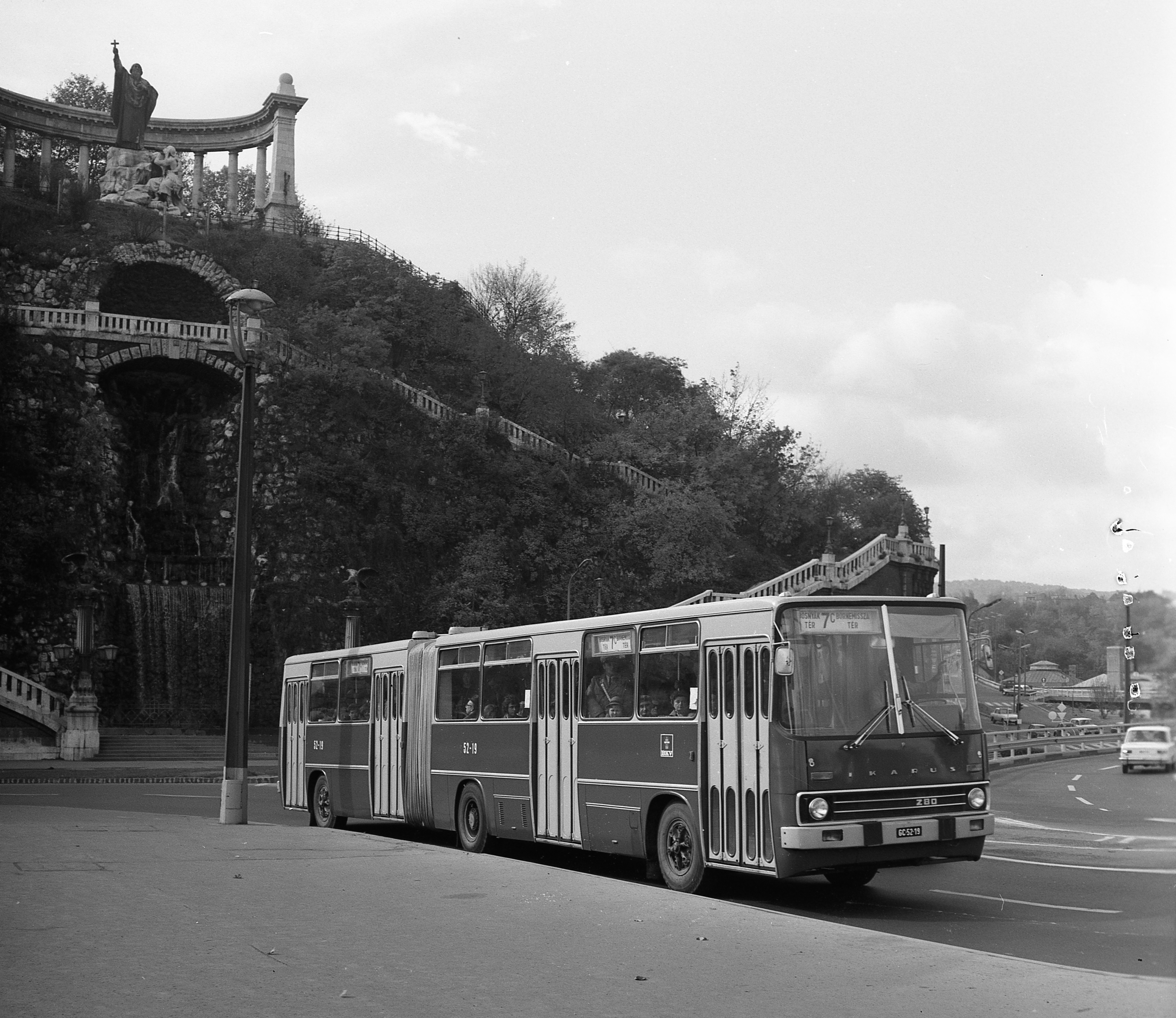
부다페스트의 이카루스 280 버스 (1975)

굴절 버스는 수년 동안 대부분의 유럽 국가에서 사용되어 왔다. 굴절 버스는 일반 버스에 비해 수용량이 증가하여 유럽 본토에서 인기를 얻었다. 많은 도시에서 낮은 철도 교량 통행 제한으로 인해 2층 차량 사용이 불가능했으며, 이로 인해 2층 버스는 그곳에서 큰 인기를 얻지 못했다. 전차, 트롤리버스 등의 가공 전차선은 크게 문제가 되지 않는다. EU 전역에서 도로면 위 최소 정상 간격이 표준이며 2층 차량의 높이를 훨씬 초과하기 때문이다. 그렇지 않으면 많은 화물 차량이 정상 운행 중에 심각한 문제를 겪을 것이다.

#### 몰타
2011년 7월 3일부터 2013년 8월 28일까지, 아리바 회사가 몰타에서 런던에서 구입한 굴절 메르세데스 시타로 버스를 전국 여러 노선에서 사용했다. 여러 차례의 심각한 엔진 화재로 인해 운행이 중단되었으며, 교통 체증과 보행자 및 자전거 이용자 관련 사고 증가의 원인이 되기도 했다.

#### 영국
1980년까지 굴절 버스는 영국 도로에서 불법이었다. 1979년 사우스 요크셔 승객 운송 공사가 MAN과 레이랜드-DAB가 제조한 버스로 실험을 진행한 결과 법이 변경되었지만, 2층 버스가 구매 및 운영 모두에서 일반적으로 저렴하다고 여겨져 1981년에 실험은 중단되었다. 2층 버스의 강화된 데크 프레임과 계단의 비용과 무게는 굴절 버스의 추가 차축 및 연결 메커니즘의 비용과 무게보다 낮았다. 현대 기술은 무게 불리함을 줄였고, 더 쉬운 접근을 위한 연속적인 저상 바닥과 더 원활한 승하차를 위한 추가 출입문의 이점으로 인해 영국에서 굴절 버스 사용을 재고하게 되었다.

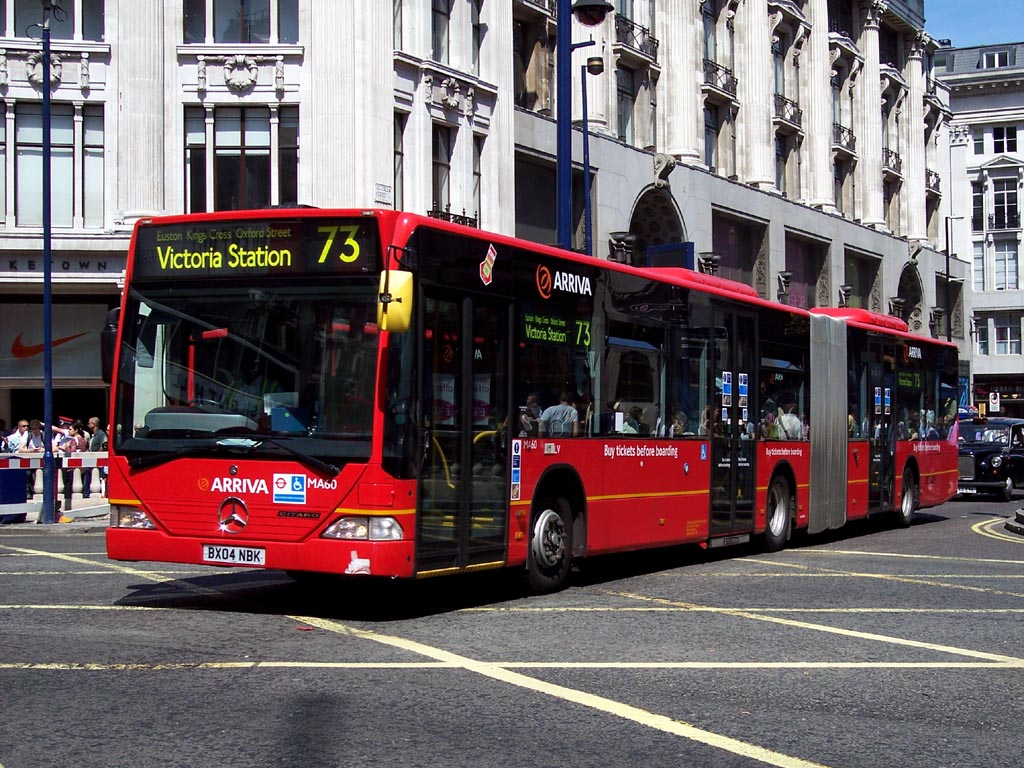
아리바 런던 메르세데스-벤츠 시타로 O530G가 2006년 6월 옥스퍼드 서커스의 73번 노선에서 운행 중

런던에서는 2001년부터 2011년까지 일부 노선에서 굴절 버스가 사용되었지만 성공적이지 못했다. 보리스 존슨, 전 런던 시장은 2008년 시장 선거를 앞두고 논란이 많은 버스를 도시에서 없애고 2층 버스로 교체하겠다고 약속했다.
영국 다른 지역에서는 전체 네트워크에 걸쳐 운행하기보다는 특정 노선에서 승객 수를 늘리기 위해 주로 운행된다. 세 개의 문을 통한 무인 "개방형 승차"와 사전 티켓 구매 요구 사항으로 인해 신형 차량의 무임승차 비율은 운전자나 차장이 승객의 출입을 감시하는 기존 버스보다 최소 3배 이상 높은 것으로 나타났다. 무임승차를 확인하는 유일한 방법은 대규모 티켓 검사팀을 동원하여 버스를 에워싸고 문을 닫은 채 모든 티켓을 검사하는 것이었는데, 이로 인해 버스의 추가 운행이 지연되었다. 굴절 버스가 상대적으로 빈곤한 지역을 운행하는 경향이 있었기 때문에 이것이 트랜스포트 포 런던 (TfL)이 이 개념에 등을 돌린 데 기여한 요인으로 의심된다.
런던의 굴절 버스 중 상당수는 지역 운영사에서 계속 사용되었다. 지역 도시에서의 제한적인 사용 외에도, 굴절 버스는 이제 공항에서 주차 및 셔틀 버스로 볼 수 있다.

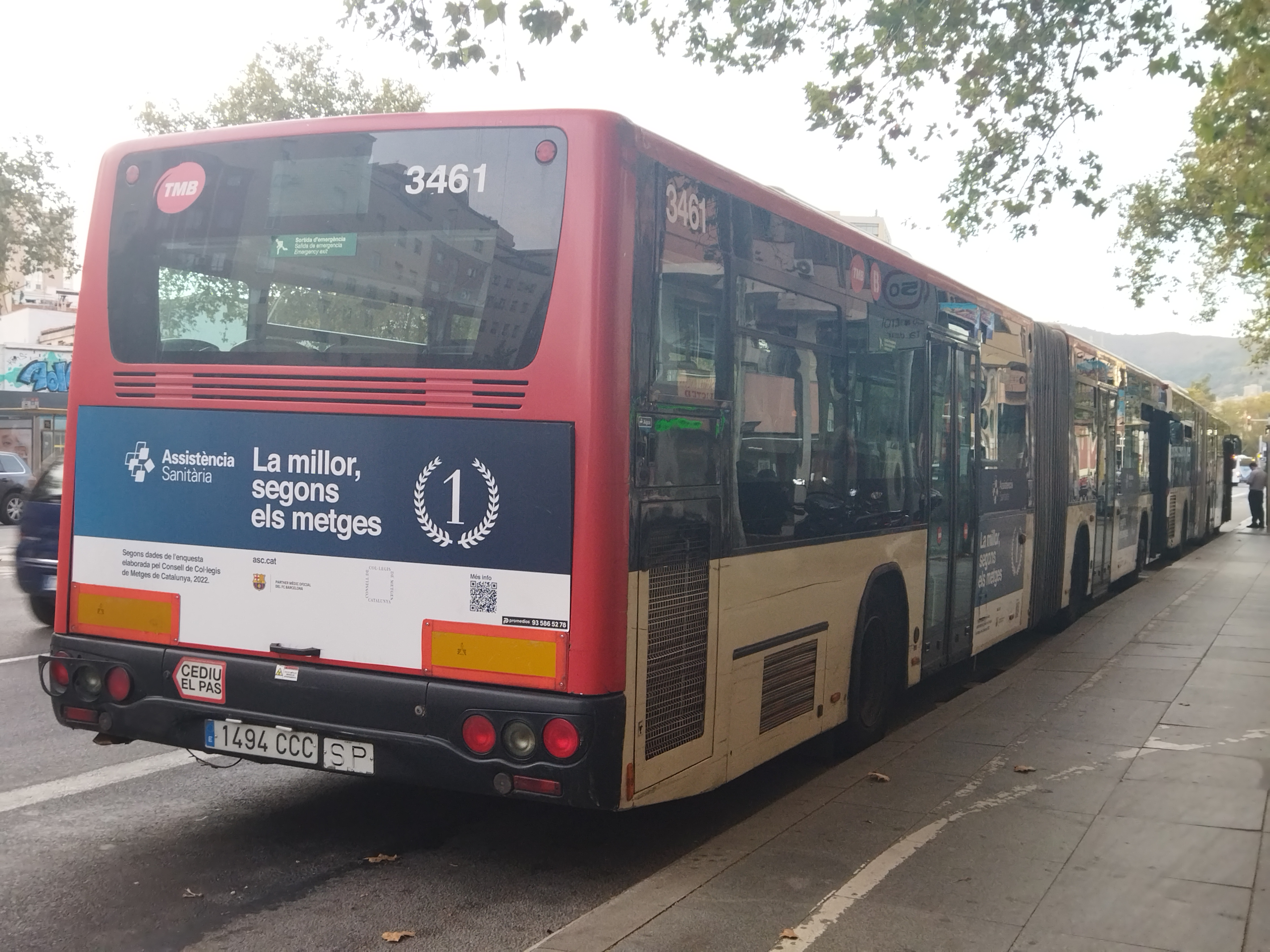
바르셀로나 TMB에서 운행 중인 Castrosua (CS 40) 차체의 MAN NG 313 F 굴절버스.

9대의 메르세데스 벤츠 시타로 버스는 현재 퍼스트 애버딘 노선 1번과 2번에서 운행 중이며, 5대는 퍼스트 요크에서 요크 파크 앤 라이드 서비스 2번과 3번에서 운행 중이지만, 더 현대적인 라이트 스트리트덱과 옵테어 메트로덱으로 점차 교체되고 있다.
2020년, 21대의 새로운 메르세데스-벤츠 시타로 버스가 스탠스테드 공항에 도입되었다. 메르세데스 벤츠 시타로는 현재 영국에서 이용 가능한 유일한 굴절 버스이다.
마지막 대중용 라이트 이클립스 퓨전 벤디 버스는 2023년 3월 26일에 루턴 공항과 루턴 공항 파크웨이역 간 888번 노선에서 운행되었으며, 이 서비스는 루턴 다트 모노레일 서비스로 대체되었다.

### 아시아

#### 중화인민공화국

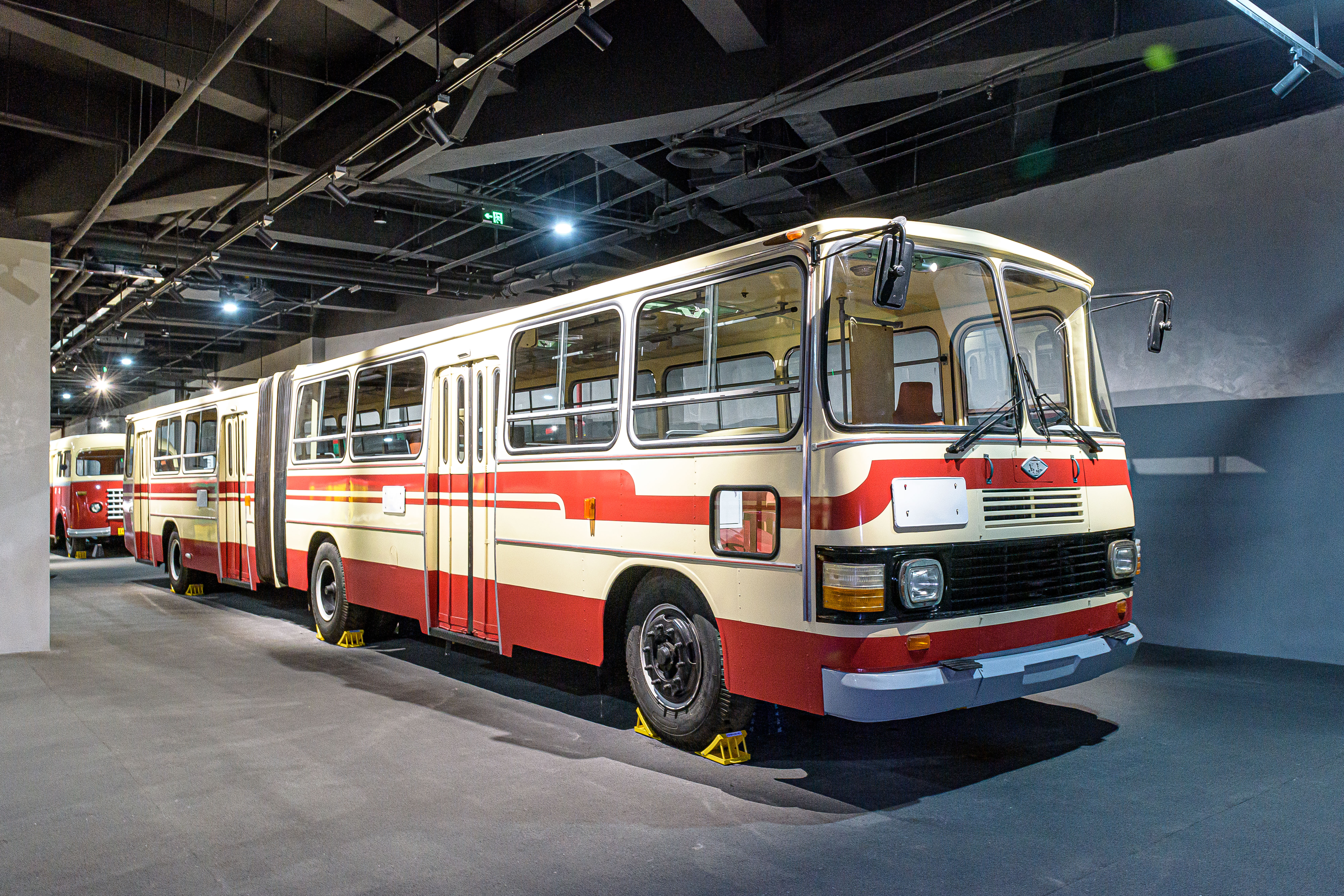
황허 JN150 트럭을 기반으로 한 1970년대-1980년대 전면 엔진 굴절 버스 모델인 징화 BK670의 복제품, 베이징

아시아에서 많은 주요 중국 도시들은 1990년대 후반 이전까지 굴절 버스 차량을 보유하고 있었다. 이들 차량 중 일부는 이후 몇몇 도시, 즉 베이징시, 상하이시, 항저우시를 제외하고는 단일 섹션 차량으로 대체되었다. 2000년대에는 BRT 건설의 급증으로 인해 창저우, 청두시, 다롄시, 광저우시, 지난시, 쿤밍시, 샤먼시, 옌청시, 짜오좡시, 정저우시와 같은 도시에서 굴절 버스 차량이 급행 교통 용도로 재도입되거나 재활용되었다.

#### 인도네시아

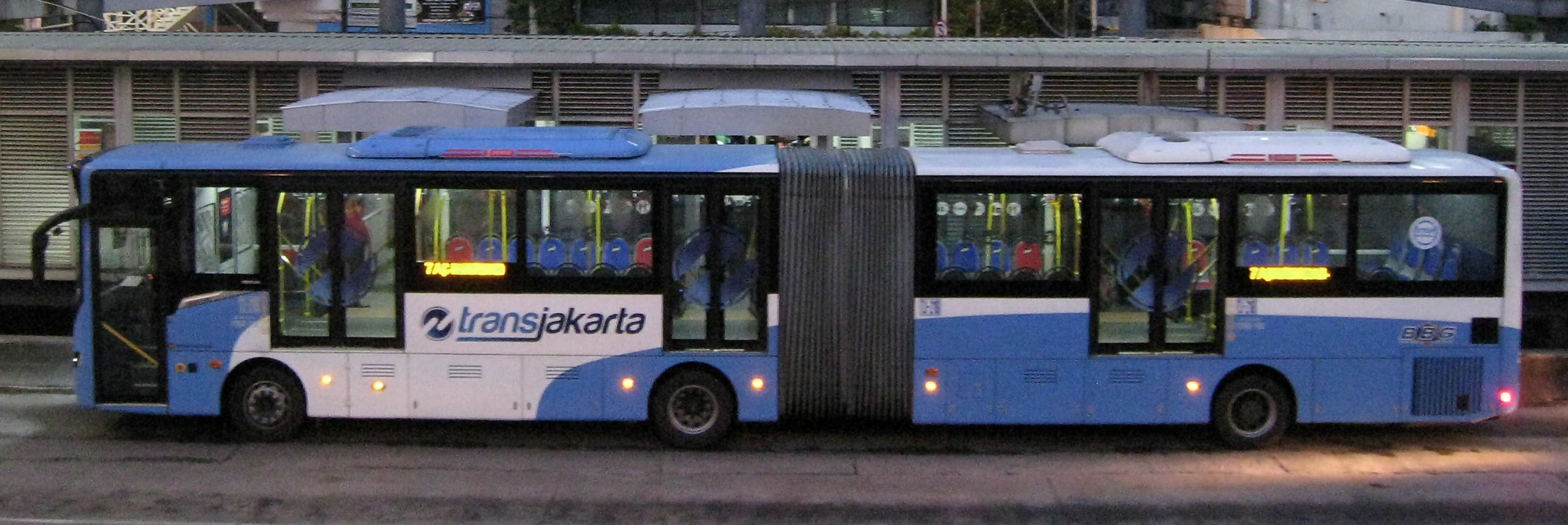
스카니아 트란스자카르타 버스가 하르모니 중앙 버스웨이 역, 자카르타에서 운행 중.

인도네시아는 1993년 자카르타의 버스 회사 PPD가 헝가리에서 이카루스 굴절 버스를 여러 혼잡 노선에서 운행하기 시작하면서 처음으로 굴절 버스를 운행했다. 이후 이 회사는 중국산 굴절 버스도 수입했다. PPD는 2004년 트란스자카르타가 설립될 때까지 자카르타 시내버스 서비스를 지배했으며, 트란스자카르타는 세계에서 가장 긴 BRT 시스템 중 하나를 운영한다. 트란스자카르타는 2015년부터 가장 혼잡한 노선에 스카니아에서 제조한 굴절 버스를 사용하고 있다. 스카니아 버스가 도입되기 전에는 2010년부터 중국산 황해, 중통, 위통, 안카이, 그리고 현지에서 제조된 INKA 이노버스 및 AAI 코모도 버스가 운행 중이었다.

#### 이스라엘

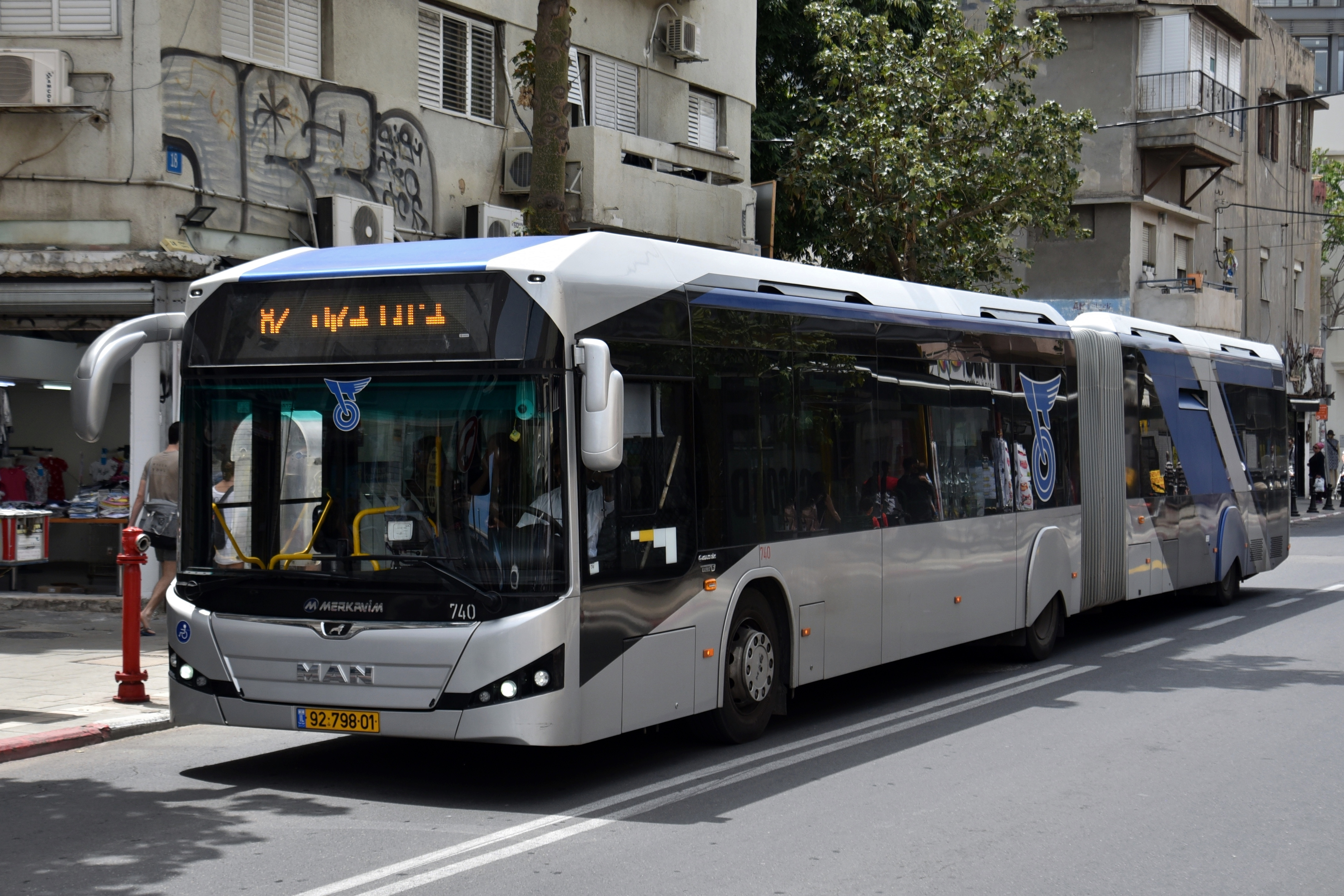
텔아비브의 굴절 버스.

이스라엘에서는 굴절 버스(일반적으로 아코디언 버스, אוטובוס אקורדיון이라고 불림)의 사용이 널리 퍼져 있으며, 특히 이스라엘의 두 주요 도시 중심지인 구쉬 단과 예루살렘, 그리고 하이파(메트로닛 BRT 시스템) 및 베르셰바와 같은 다른 도시에서도 사용된다. 긴 버스는 신뢰할 수 있고 유용하다고 여겨지며, 1970년대 중반부터 이스라엘에서 운행되고 있다. 이스라엘-팔레스타인 분쟁 동안 이러한 버스들은 혼잡한 시간에 팔레스타인인과 자살 폭탄 테러범들의 표적이 되었는데, 이는 혼잡한 긴 버스에 100명 이상의 승객이 탑승할 수 있기 때문이다.

#### 마카오
중국 마카오에서는 트랜스맥 (Transportes Urbanos de Macau S.A.R.L.)이 위통버스 ZK6180HGH 18미터 굴절 버스 모델을 수입하여 여러 테스트와 조정을 거쳐 2018년 1월 6일 운행에 투입했다. 이 버스는 혼잡 시간대에 51번 및 25BS 노선에서 운행되었다. 또한 2019년 태풍 위파/황금주 전에는 25AX 노선에서도 운행되었으며, 연례 국제 불꽃놀이 행사 후에는 26S 노선에서도 운행되었다. 2023년, 트랜스맥은 18미터 하이거 KLQ6186GHEV 확장형 전기 굴절 버스 모델 두 대를 수입하여 기존 모델과 동일한 51번, 25BS, 26S 노선에서 운행하며, 2024년 1월 21일 마카오에서 애프터쇼 셔틀로 처음 운행에 투입되었다. 구형 ZK6180HGH는 현재 정부가 프랜차이즈 서비스에서 모든 디젤 버스를 퇴출시키려는 경향이 있기 때문에 이벤트 셔틀이나 카지노 직원 셔틀과 같은 비프랜차이즈 서비스에 사용된다.

#### 싱가포르

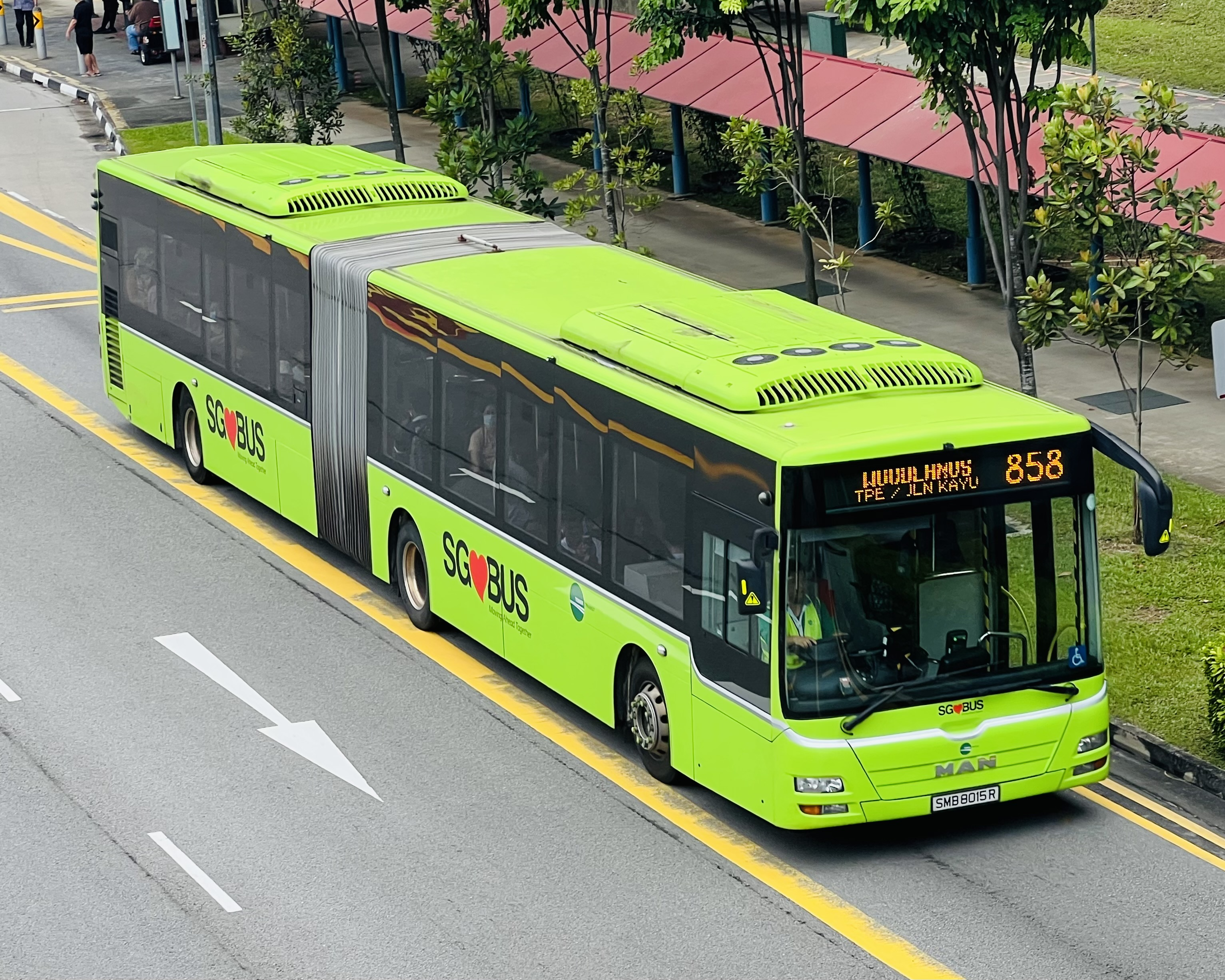
타워 트랜싯 싱가포르가 운영하는 벤디 버스

싱가포르에서는 굴절 버스가 1996년 트랜스-아일랜드 버스 서비스 (현 SMRT 버스)에 의해 메르세데스-벤츠 O405G 버스 (히스파노 카로체라 (MK1/MK2), 히스파노 하빗, 볼그렌 CR221 차체)와 함께 처음 도입되었다. 2014년부터 SMRT는 40대의 MAN NG363F A24 버스를 도입하여 굴절 버스를 40대로 줄여 첫 번째 O405G 배치 버스를 교체했으며, 이후 배치는 모두 2층 버스로 교체되었고, 모든 O405G 굴절 버스는 2020년 12월까지 수명 연장 없이 (일부 1년 수명 연장을 받았으나 이후 철수됨) 퇴역했다.
싱가포르 버스 서비스 (SBS, 현재 SBS 트랜싯)는 1996년에서 1997년 사이에 각각 1대의 듀플 메트섹 차체 볼보 B10M 굴절버스와 1대의 볼그렌 차체 메르세데스-벤츠 O405G를 도입하여 고용량 1층 버스 운행에 굴절 버스의 적합성을 평가했다. 그러나 이 시험은 성공적이지 못했고 SBS는 12미터 2층 "슈퍼버스" 사용을 고수했다. 두 굴절 버스는 결국 2006년 3월 뉴질랜드 오클랜드 데어리 플랫의 베이즈 코치라인즈에 매각되었다. SBS 트랜싯은 2018년 3월부터 다시 굴절 버스를 운행하기 시작했는데, 이는 육상교통청이 셀레타 버스 패키지의 일부로 SMRT의 구형 MAN NG363F A24 버스 10대를 SBS 트랜싯으로 순차적으로 이전하면서였다.
2021년 3월, 타워 트랜싯은 셈바왕-이슌 버스 패키지 인수를 준비하기 위해 MAN NG363F A24 버스를 SMRT 버스로부터 인수했다. 타워 트랜싯은 2021년 9월 전환의 일환으로 더 많은 차량을 인수했다.

#### 타이완
굴절 버스는 2014년 타이중 BRT로 타이완에서 처음 사용되었다. BRT 시스템은 1년 후 폐지되었고, 굴절 버스는 동일한 노선을 따라 일반 버스로 운행된다.

#### 베트남
베트남에서는 굴절 버스 서비스가 2010년 10월 16일 하노이의 Transerco에 의해 처음 도입 및 운영되었다. 이는 하노이 에코트랜스 프로젝트의 일환으로 EU와 일드프랑스의 지원을 받아 미딩 버스 터미널에서 노이바이 국제공항까지 운행하는 07번 노선에 시험 운행으로 추가되었다. 이 버스는 2003년 12월 메르세데스-벤츠 베트남에서 처음 제조된 메르세데스 유로 II 갤럭시였으며 이전에 하노이의 SEA 게임에 사용되었다. 버스는 전통적인 흰색-노란색-빨간색(위에서 아래로) 대신 노란색으로 도색되었으며, 1명이 아닌 2명의 승무원이 탑승했다. 버스는 승객들로부터 긍정적인 평가를 받았지만 현재 하노이에서는 더 이상 운행되지 않으며, 07번 노선은 현재 대우 BC095 버스가 운행하고 있다.

### 북아메리카

#### 미국

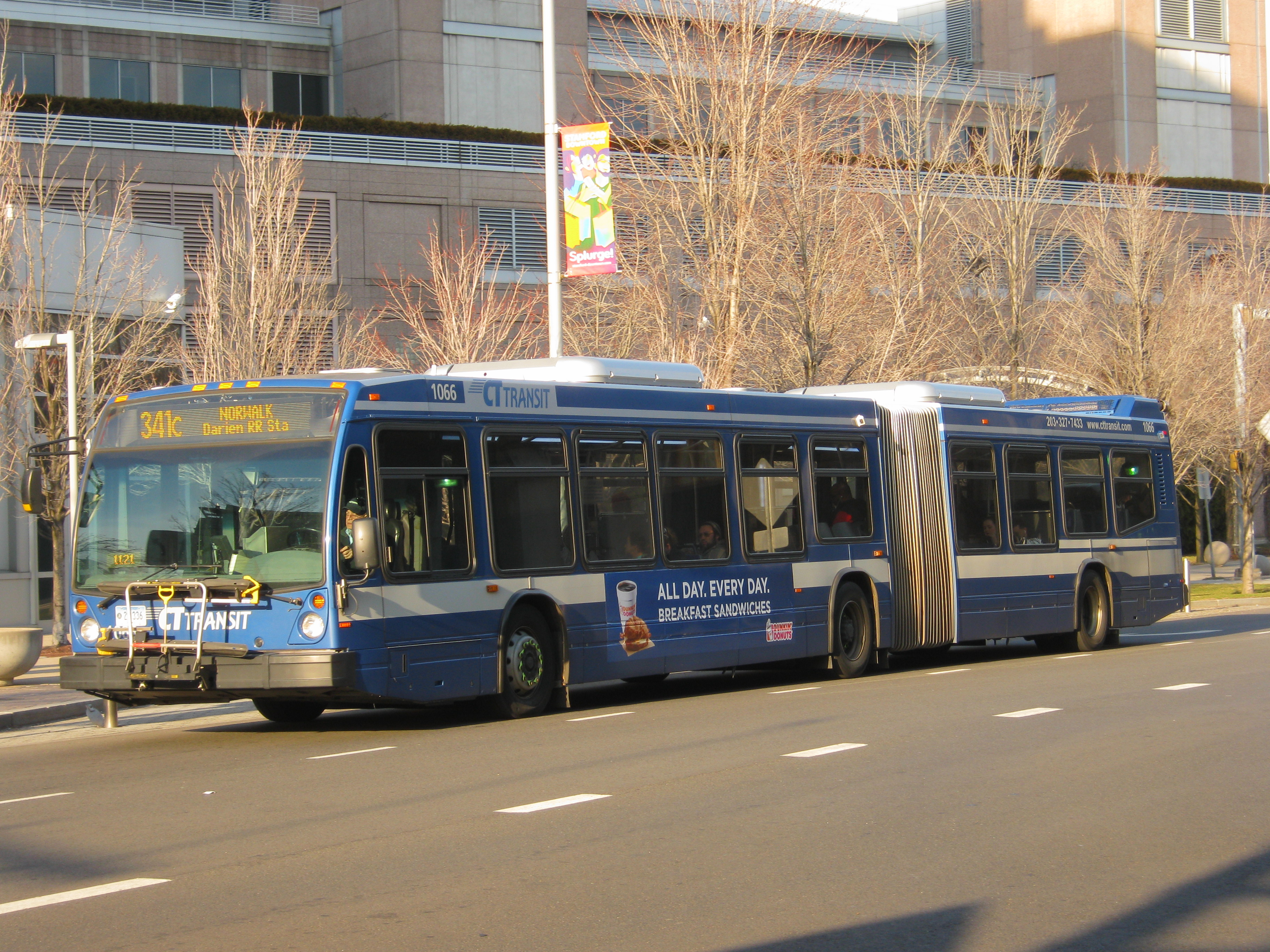
CT 트랜싯 노바버스 LFS 굴절버스가 워터베리에서 정차 중.

굴절 버스는 앨버커키, 오스틴, 볼티모어, 보스턴, 시카고, 클리블랜드, 덴버, 호놀룰루, 인디애나폴리스, 로스앤젤레스, 웨스트팜비치, 마이애미, 미니애폴리스-세인트폴, 뉴욕, 뉴어크, 오렌지군 (캘리포니아), 올랜도, 필라델피아, 피닉스, 피츠버그, 포틀랜드 (오리건), 로체스터 (뉴욕), 샌디에고, 샌프란시스코, 시애틀, 워싱턴 D.C., 그리고 웨스트체스터군 (뉴욕)과 같은 미국 도시 중심지에서 흔하게 볼 수 있다. 유진에서는 레인 트랜싯 디스트릭트가 일부 교통량이 많은 노선과 에메랄드 익스프레스 간선급행버스체계 서비스에서 굴절 버스를 사용한다. 밴쿠버 (워싱턴)에서는 C-트랜이 BRT 서비스인 더 바인에서 굴절 버스를 사용한다.

#### 캐나다

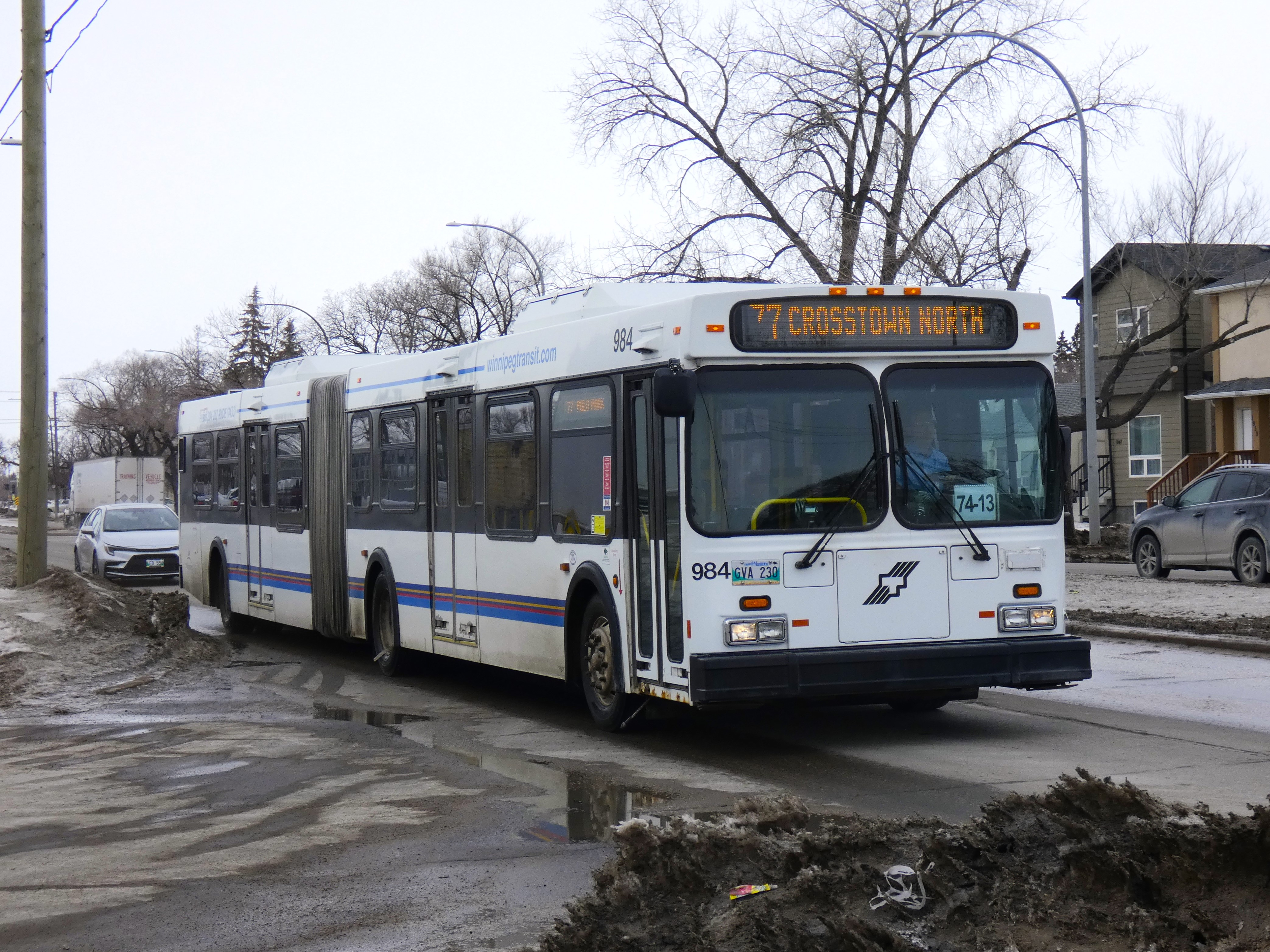
위니펙 트랜싯 뉴 플라이어 D60LF, 77번 노선

캐나다에서는 브램턴, 캘거리, 더럼 지역, 에드먼턴, 가티노, 핼리팩스, 해밀턴, 런던, 롱괴유, 미시소가, 몬트리올, 나이아가라 지역, 오타와, 퀘벡 시, 리자이나, 새스커툰, 세인트앨버트, 토론토, 요크 지역, 메트로 밴쿠버 및 위니펙에서 사용된다.

#### 멕시코
멕시코의 굴절 버스는 일반적으로 멕시코시티의 메트로부스, 과달라하라의 마크로부스, 몬테레이의 에코비아 및 레온의 옵티부스와 같은 BRT 노선에서 사용된다.

### 남아메리카
남아메리카에서는 키토, 상파울루, 산티아고, 쿠리치바, 바랑키야, 칼리, 부카라망가, 페레이라, 카르타헤나, 메데인 및 보고타에서 사용된다.

### 오세아니아

#### 오스트레일리아

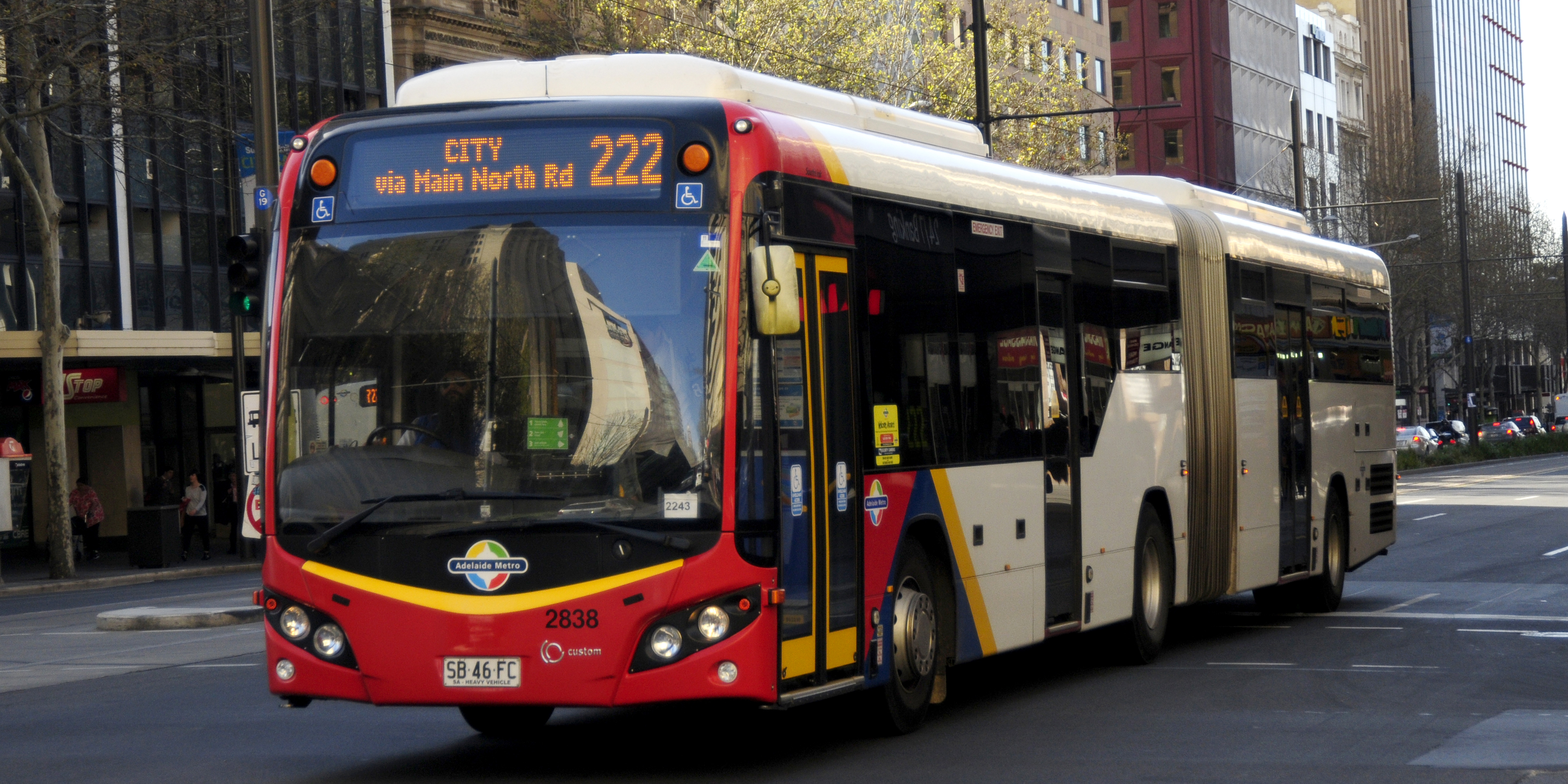
사우스링크에서 운행 중인 스카니아 K320UA 굴절 버스

오스트레일리아 최초의 굴절 버스는 1974년 오스트레일리아 수도 준주의 캔버라에서 운행되었다. 이 버스들은 캔버라 교통에서 급행 및 지선 노선 모두에 계속 운행 중이다.
애들레이드에서는 굴절 버스가 오반 버스웨이에서 사용되며, 시속 100km에 달하는 속도를 낸다. 이를 처음 사용한 굴절 버스는 메르세데스-벤츠 O305G 버스였으나, MAN SG280H 버스 3대도 오반 사용에 적합하도록 장비를 갖추었다. 최근 몇 년 동안, 1984년 제조된 메르세데스 버스를 대체할 적합한 저상 굴절 버스를 찾기가 어려웠다. 오반 트랙 설계가 대부분의 현대 굴절 버스 사용을 불가능하게 하기 때문이다. 시드니는 수년 동안 굴절 버스를 운행해 왔다. 현재 다양한 모델의 차량을 운행하고 있으며, 2005년과 2006년에 80대의 볼보 B12BLEA 버스가 시드니 버스 차량에 추가되어 많은 혼잡 노선의 수용력을 늘렸다. 2008년과 2009년에는 시드니 버스의 첫 메트로버스 노선인 레이차트에서 킹스포드 및 마루브라 정션까지 운행하는 M10 노선에 운영하기 위해 여러 시제품 차량이 인도되었다. 이 버스들은 다른 섀시, 차체 유형 및 내부 배치를 특징으로 한다. 굴절 볼보 B12BLEA 버스는 완전 휠체어 접근이 가능하고, 에어컨이 설치되어 있으며, 시각 및 청각 정류장 정보 시스템이 설치되어 있다. 이 버스들은 에어컨, 대형 전자 행선지 표시기 및 천 좌석을 특징으로 한다. 또한 각 버스에는 계단 없는 입구가 있어 거동이 불편한 승객에게 편리하다. 버스 전면의 접이식 좌석은 휠체어를 사용하는 승객과 유모차를 이용하는 승객을 쉽게 수용할 수 있다. 2009-2010년에 150대의 새로운 볼보 B12BLEA 굴절 버스가 시드니 버스 차량에 도입되었으며, 이들 중 다수는 확장된 메트로버스 프로그램의 일부이다.

## 설계

굴절 버스의 개략도. 4개의 승객문과 2개의 파워트레인 구성을 보여준다.

### 문
굴절 버스는 일반적으로 승객을 위한 적어도 두 개, 때로는 세 개의 연석 쪽 문을 특징으로 한다. 굴절 조인트가 중간 차축 바로 뒤에 위치하기 때문에, 일반적으로 단일 굴절 버스에는 네 가지 잠재적인 승객문 위치가 가능하다.
1. 앞 유리와 앞 차축 사이 (A)
2. 앞 차축과 중간 차축 사이 (B)
3. 굴절 조인트와 뒤 차축 사이 (X)
4. 뒤 차축과 뒤 칸막이 사이 (Y)

### 동력계 및 섀시

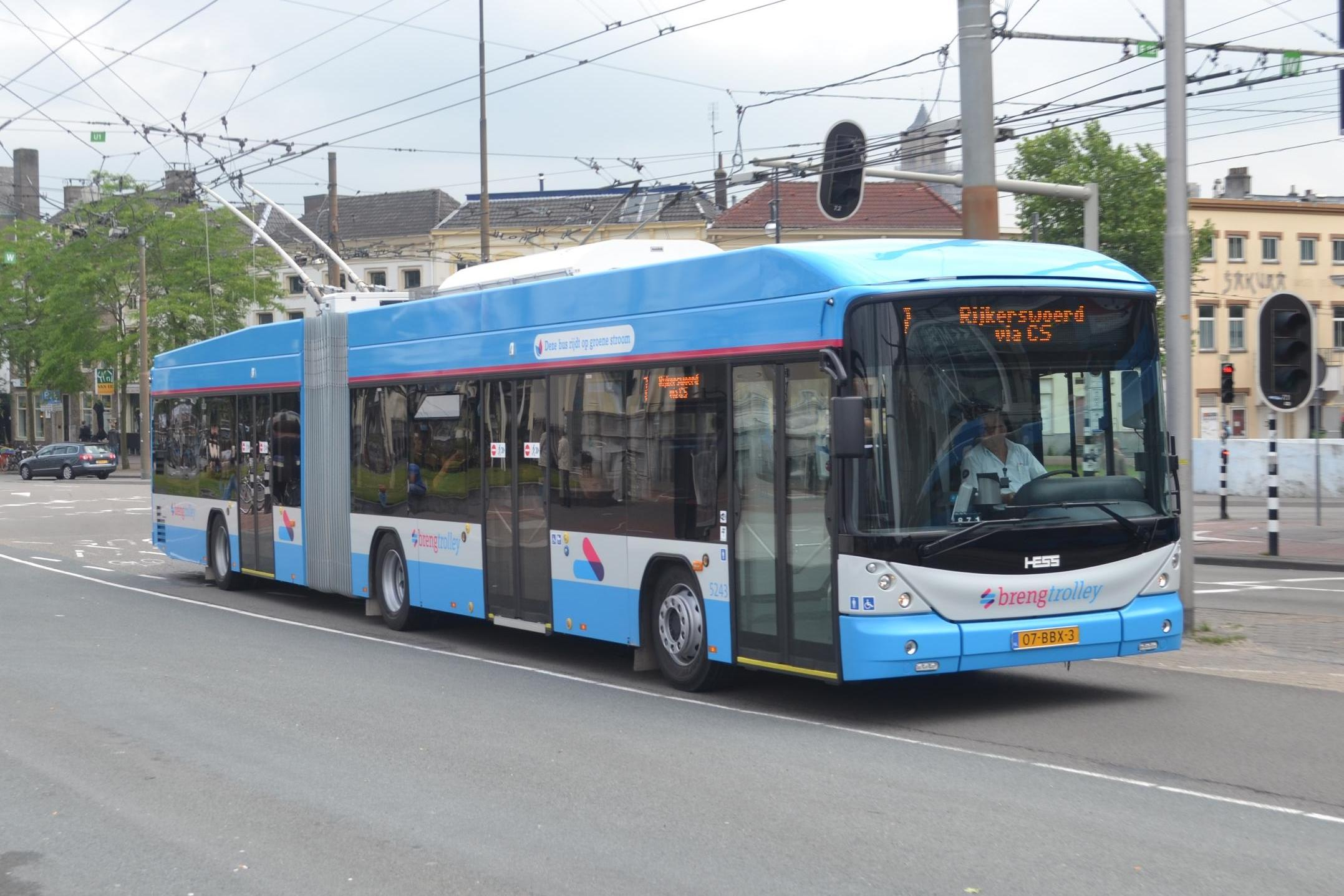
아른험의 굴절 트롤리버스

굴절 버스는 "풀러" 또는 "푸셔" 구성일 수 있다. 버스의 굴절 부분을 전문적으로 제조하는 회사는 거의 없다. 그 중 하나는 함부르크 근처 Siek에 있는 ATG Autotechnik GmbH이다.

#### 풀러

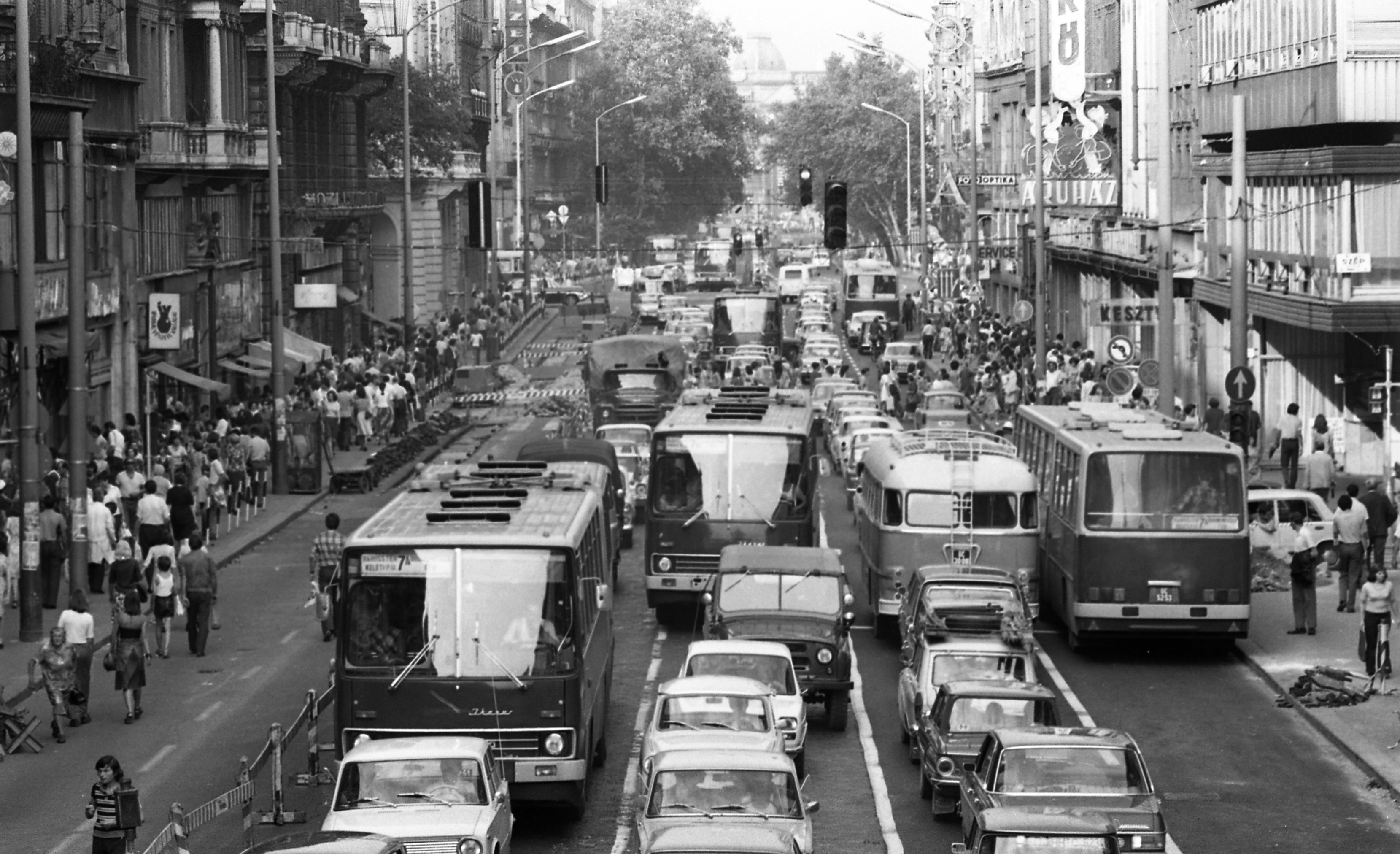
부다페스트 교통 체증 속 이카루스 280 버스 (1975)

대부분의 풀러 굴절 버스는 엔진이 전방 차축과 중간 차축 사이의 바닥 아래에 장착되며, 중간 차축만 동력을 전달한다. 일부에서는 이를 구식 설계로 간주하는데, 이는 바닥 높이가 약 750 밀리미터 (29.5 in)보다 낮을 수 없게 하고, 높은 소음과 진동 수준으로 인해 승객 불쾌감을 유발할 수 있기 때문이다. 반면에 매우 좁거나 심하게 움푹 파인 거리에서도 사용할 수 있다. 이 유형의 버스는 구동 바퀴의 추진력이 차량을 잭나이프 현상으로 이어지지 않으므로 눈이나 얼음이 있는 조건에서도 더 나은 성능을 발휘한다. 반호르 AG300과 같은 최신 모델은 엔진 블록을 두 번째 문 반대쪽 중앙에서 벗어나게 배치하여 풀러 설계를 유지하면서도 저상 바닥을 특징으로 한다. 또한, 비동력 후방 차축은 훨씬 단순하며 엔진 무게를 지탱하지 않아, 회전 반경을 더욱 줄이기 위한 카운터 스티어링 메커니즘 설치를 용이하게 한다.
전형적인 풀러 모델은 헝가리에서 제작된 이카루스 280으로, 이카루스 260의 굴절 버전이며, 1973년부터 2002년까지 60,993대가 제조되었으며, 대부분 소비에트 블록 고객을 위한 것이었다. (이 유형은 1970년대에 제작된 굴절 버스의 3분의 2를 차지했다.) 풀러형 굴절 버스는 적은 수로 제작되지만, 스칸디나비아와 남아메리카에서는 여전히 이용 가능하다. 예를 들어 볼보 B9S와 볼보 B12M이 있다.

#### 푸셔
푸셔 버스는 잭나이프 현상과 피시테일 현상의 위험을 줄이기 위해 조인트에 댐핑 시스템이 필요하다. 이것은 독일의 FFG Fahrzeugwerkstätten Falkenried에서 개발되었다. 푸셔 버스의 생산 비용은 풀러 버스보다 저렴했다. 풀러 버스는 단독 버스와는 완전히 다른 구조였으며, 단독 버스에 비해 생산량이 적기 때문에 종종 외부 차체 제작 회사에서 제작되었다. 푸셔 개념은 버스 제조업체가 단독 버스의 전방 부분과 후방 부분을 단순히 연결하여 굴절 버스를 완전히 자체적으로 제작할 수 있게 했다. 이는 생산 비용을 절감했다.
푸셔 버스는 후방에 장착된 내연기관으로 후방 축만 구동되며, 차량의 종방향 안정성은 회전판 아래에 장착된 능동 유압 시스템에 의해 유지된다. 이 현대적인 시스템은 계단이 없고 전체 길이에 걸쳐 저상 바닥을 가진 버스를 제작할 수 있게 하여, 이동이 제한적인 승객의 접근을 용이하게 한다.
현대의 저상 푸셔 굴절 버스는 또한 서스펜션 문제로 고통받는 경향이 있는데, 이는 바퀴가 일반적인 노면 불균일을 흡수할 수 있는 충분한 이동 거리가 없기 때문이다. 이는 또한 승객 불쾌감과 차량 상부 구조의 상대적으로 빠른 분해로 이어진다.
푸셔형 굴절 버스 제조업체로는 메르세데스-벤츠, 뉴 플라이어 산업, MAN, 볼보 및 스카니아가 있다. 르노 PR 180 및 PR 180.2 (PR 100 및 PR 100.2의 굴절 버전)는 중간 축과 후방 축 모두 구동되며, 두 구동 축 사이에 회전판을 통과하는 구동축이 있는 푸셔 설계의 특별한 변형이었다.

#### 에너지원

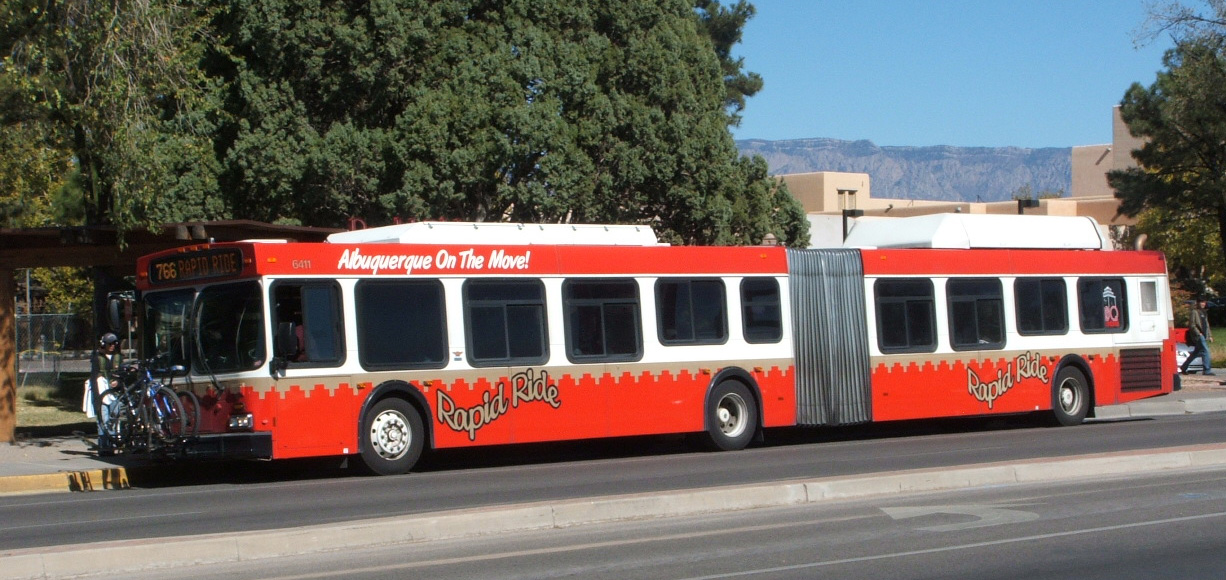
뉴 플라이어 DE60LF 디젤-전기 하이브리드 버스, 앨버커키, 뉴멕시코주, 미국.

대부분의 굴절 버스는 디젤 엔진을 동력원으로 사용하지만, 많은 운송 회사(주로 북아메리카 이외 지역 및 LACMTA)는 오염을 줄이기 위해 CNG 동력을 채택했다. 미국과 캐나다의 많은 다른 대중교통 기관들은 디젤-전기 하이브리드인 굴절 버스를 채택하고 있으며, 예를 들어 뉴 플라이어 DE60LF가 있다. 또한 가공 전차선을 사용하여 전기 견인 모터를 구동하는 굴절 트롤리버스도 있다. 멕시코시티, 샌프란시스코, 시애틀, 밴쿠버와 같이 가파른 경사로 인해 내연기관 사용이 불가능한 경사진 지역에서 주로 운행된다.
뉴 플라이어 엑셀시오 차저 NG 배터리-전기 굴절 버스는 중간 및 후방 차축 모두에 견인 모터가 장착되어 있으며, 중간 차축은 인휠 모터를 사용한다.

#### 차축
일부 버스에는 후방 차축 옆에 태그 차축이 있어 정격 하중을 증가시킨다. 예를 들어 메르세데스-벤츠 시타로 카파시티, MAN 라이온스 시티 GXL (A43), 메르세데스-벤츠 O500 DA, BYD D11, 스카니아 K IA 등이 있다.

### 다중 굴절

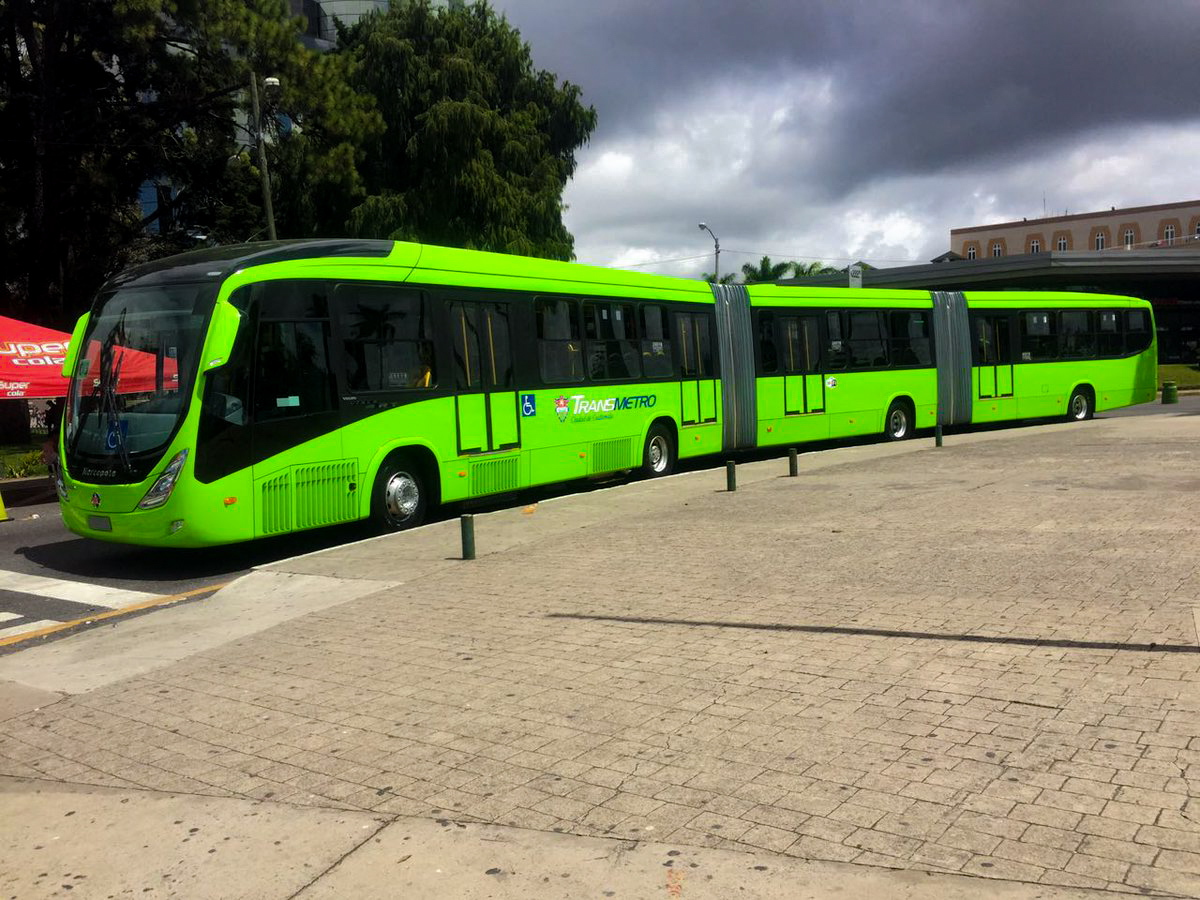
과테말라시티의 이중굴절버스

1980년대 후반부터 굴절 버스 개념은 두 번째 트레일러 섹션을 추가하여 버스를 거의 노면전차 길이와 수용량까지 확장한 이중굴절 버스를 만들었는데, 이를 삼중 버스라고도 부른다.
이중굴절 버스는 일부 지역에서 시험 운행 후 거부되었기 때문에 여전히 드물다. 길이가 길기 때문에 매우 고용량 노선이나 간선급행버스체계 구성 요소로 사용된다. 브라질 쿠리치바, 콜롬비아 보고타, 멕시코시티, 에콰도르 키토에서 이중굴절 버스가 BRT에서 중요한 역할을 하는 주요 사례를 찾을 수 있다. 네덜란드에서는 위트레흐트 (2002년)와 흐로닝언 (2014년)에서 혼잡 노선에 이중굴절 버스가 도입되었다.

### 높이
대부분의 굴절 버스는 단일 승객 층 또는 데크를 사용한다.

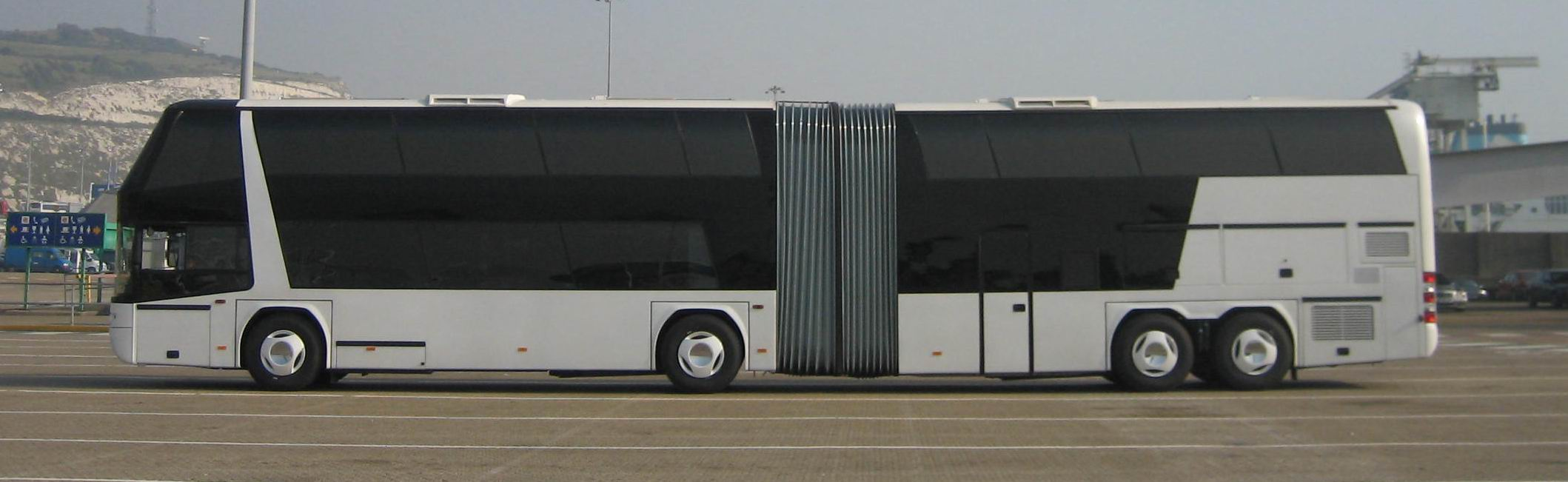
1992년 (재설계된) 네오플란 점보크루저

일부 2층 굴절 버스를 설계하려는 시도가 있었다. 네오플란 버스 GmbH는 1975년부터 1992년 사이에 몇 대의 네오플란 점보크루저를 제작했다. 이 모델에서는 상층 데크만 두 섹션 사이를 이동할 수 있으므로 각 섹션에는 자체 문과 계단이 있다.

## 운전 면허
유럽 연합의 일부 국가와 캐나다에서는 굴절 버스를 운전하는 데 일반 버스(유럽에서는 D)를 운전하는 데 사용되는 것과 동일한 면허로 운전할 수 있지만, 일반 트레일러를 견인하는 버스는 버스 + 트레일러(D+E) 면허가 필요하다.
영국에서는 구동 차축이 후방 섹션에 있는 굴절 버스에서만 D 면허를 소지하는 것으로 충분하다. 전방 섹션은 후방 섹션 없이는 구동될 수 없으므로, 면허 목적으로는 트레일러가 필요하지 않은 것으로 간주된다. 그러나 이중굴절버스의 경우 특별 훈련이 필요하다.
미국에서는 연방 자동차 운송 안전국 (FMCSA)의 규칙이 적용되는 관할 구역에서, 굴절 모터코치(버스) 운전자는 최소한 클래스 B CDL을 소지해야 한다.

## 굴절 버스의 예시
- AKSM-333
- BYD K11M
- 차브다르 B14-20
- 차브다르 141
- 크라운-이카루스 286
- BMC 프로시티 18M
- DAC 117UD
- 데 시몬 IS.2
- 현대 일렉시티 굴절
- 황해 DD6140S01
- 황해 DD6180S01
- 이카르부스 IK-5B
- 이카르부스 IK-160
- 이카르부스 IK-201
- 이카르부스 IK-218
- 이카루스 280
- 이카루스 417/435/435T
- 인부스 AID 280FT
- 이리버스 시텔리스 18
- 이베코 어반웨이 18
- 징화 BK6150K
- 징화 BK6160K
- 징화 BK6182/BK6182B
- 카로사 B 741
- 카로사 B 941
- 카로사 B 961
- 카로사 C 744
- 카로사 C 943
- 레이랜드-DAB 굴절 버스
- 리아즈-6213
- MAN 라이온스 시티 G 인테그랄 버스
- 마즈-105
- 마즈-205
- 마즈-215
- 메르세데스-벤츠 시타로 G 인테그랄 버스
- 메르세데스-벤츠 O500UA/UDA
- 메르세데스-벤츠 O405G
- NABI BRT
- NABI LFW
- NABI SFW
- 네오버스 405 GZ
- 네오버스 시타 LEA
- 네오플란 AN460
- 네오플란 센트로라이너
- 뉴 플라이어 엑셀시오
- 노바버스 LFS 굴절
- 오리온-이카루스 286
- 오토카르 켄트 C 굴절
- 르노 PR180.2
- 로카르 DAC 217E
- 사노스 S 200
- 스카니아 시티와이드 LF 굴절
- 스코다 15Tr
- 스코다 25Tr 이리버스
- 스코다 27Tr 솔라리스
- 스코다 31Tr SOR
- 스코다 33Tr SOR
- 스코다 35Tr 이베코
- 스코다 706 RTO-K
- 솔라리스 우르비노 18
- SOR NB 18
- SOR NS 18
- TAM 260A180 M
- TAM 272A180 M
- 테돔 C 18
- 반호르 AG300
- 볼보 7700
- 볼보 7900
- 볼보 8700LEA
- 볼보 B5LH 굴절
- 볼보 B7LA
- 볼보 B8RLE 굴절
- 볼보 B9L 굴절
- 볼보 B9S
- 볼보 B10LA
- 볼보 B10M 굴절
- 볼보 B12BLE 굴절
- VDL 시테아 SLFA
- 라이트 이클립스 퓨전
- 라이트 솔라 퓨전
- 중통 N18

## 갤러리

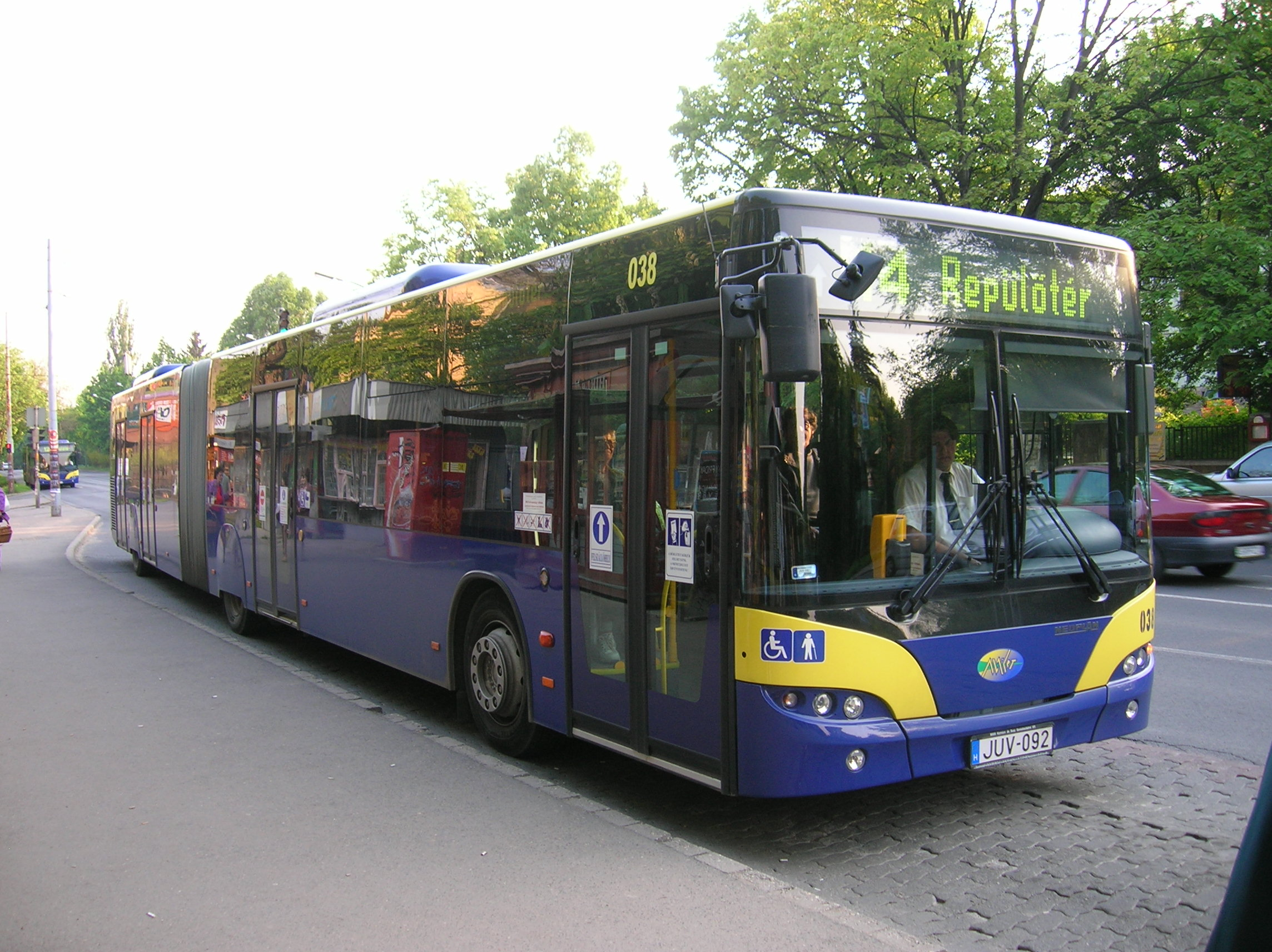
헝가리 미슈콜츠 굴절버스
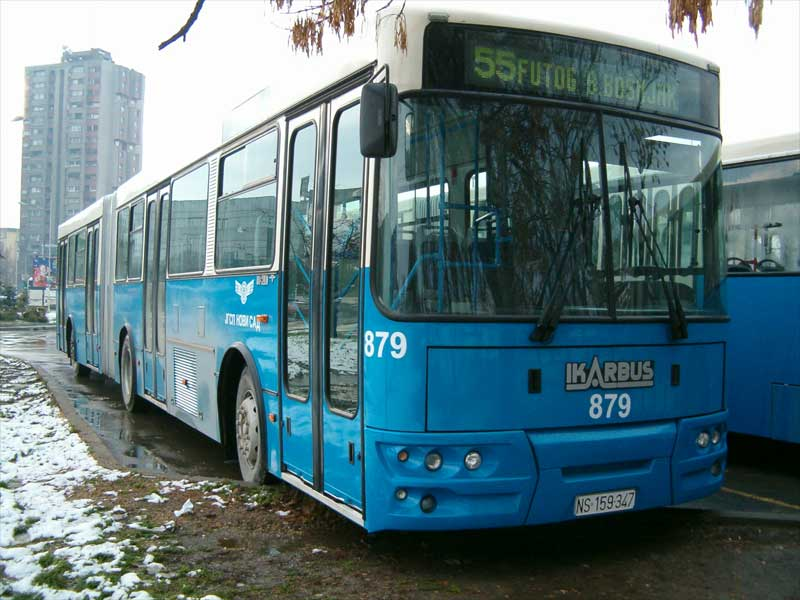
세르비아의 굴절버스
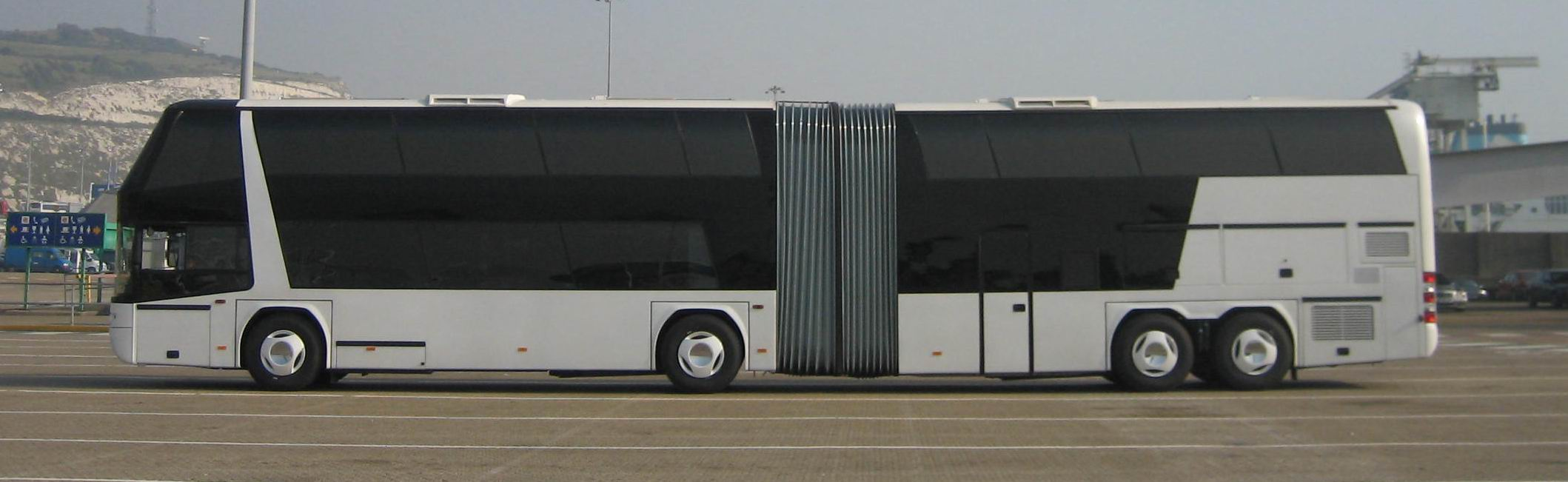
네오플랜 점보크루저 굴절버스
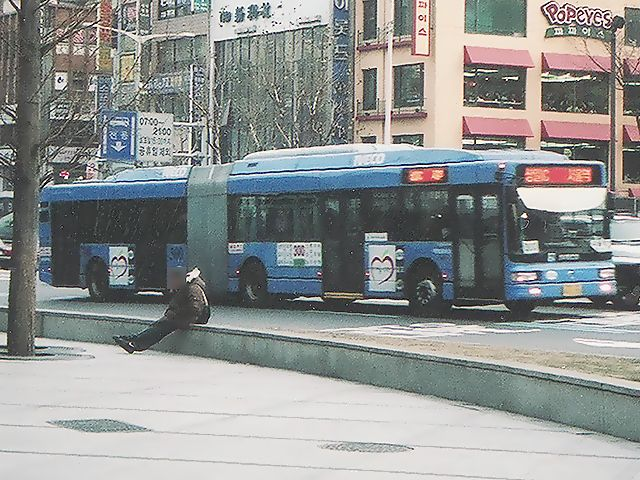
서울시내버스 구 300번 굴절버스(이베코 시티 클래스)
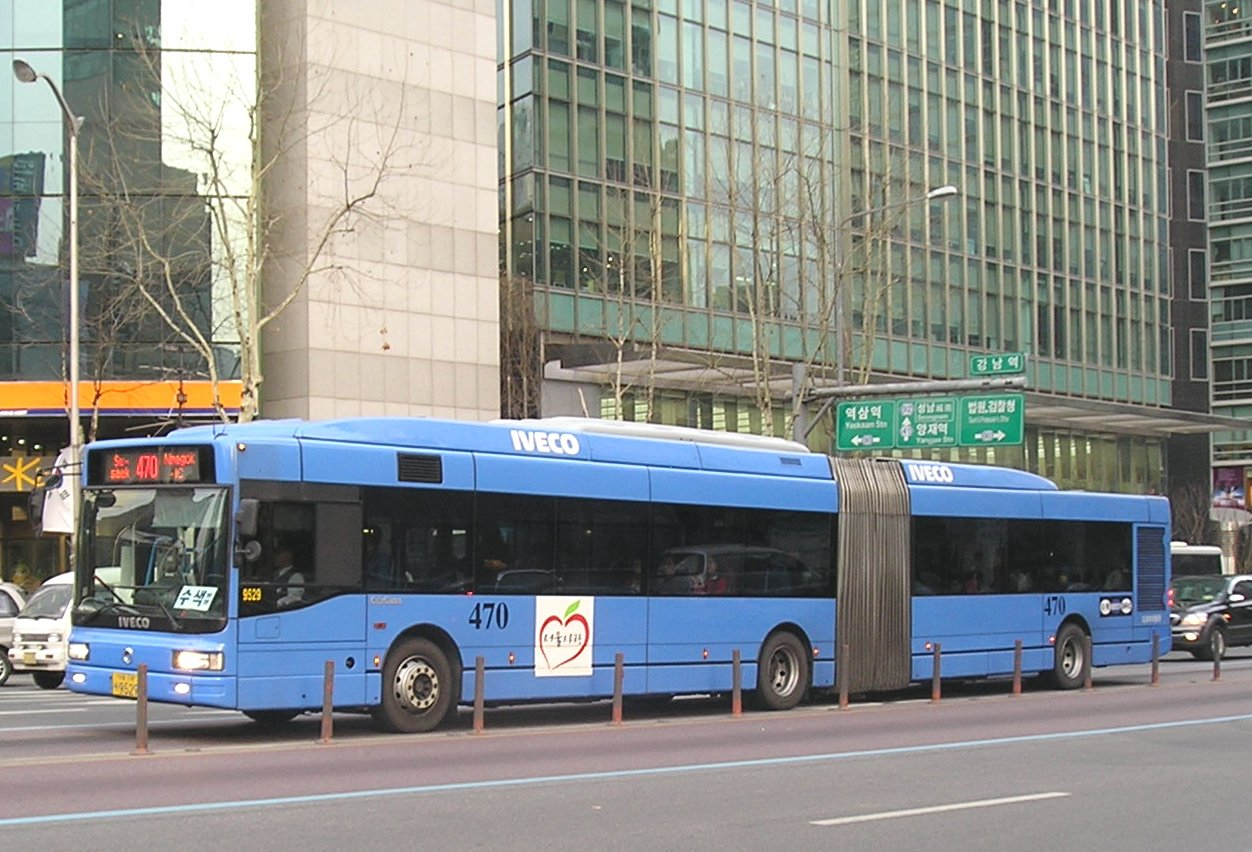
서울시내버스 470번 굴절버스(이베코 시티 클래스)
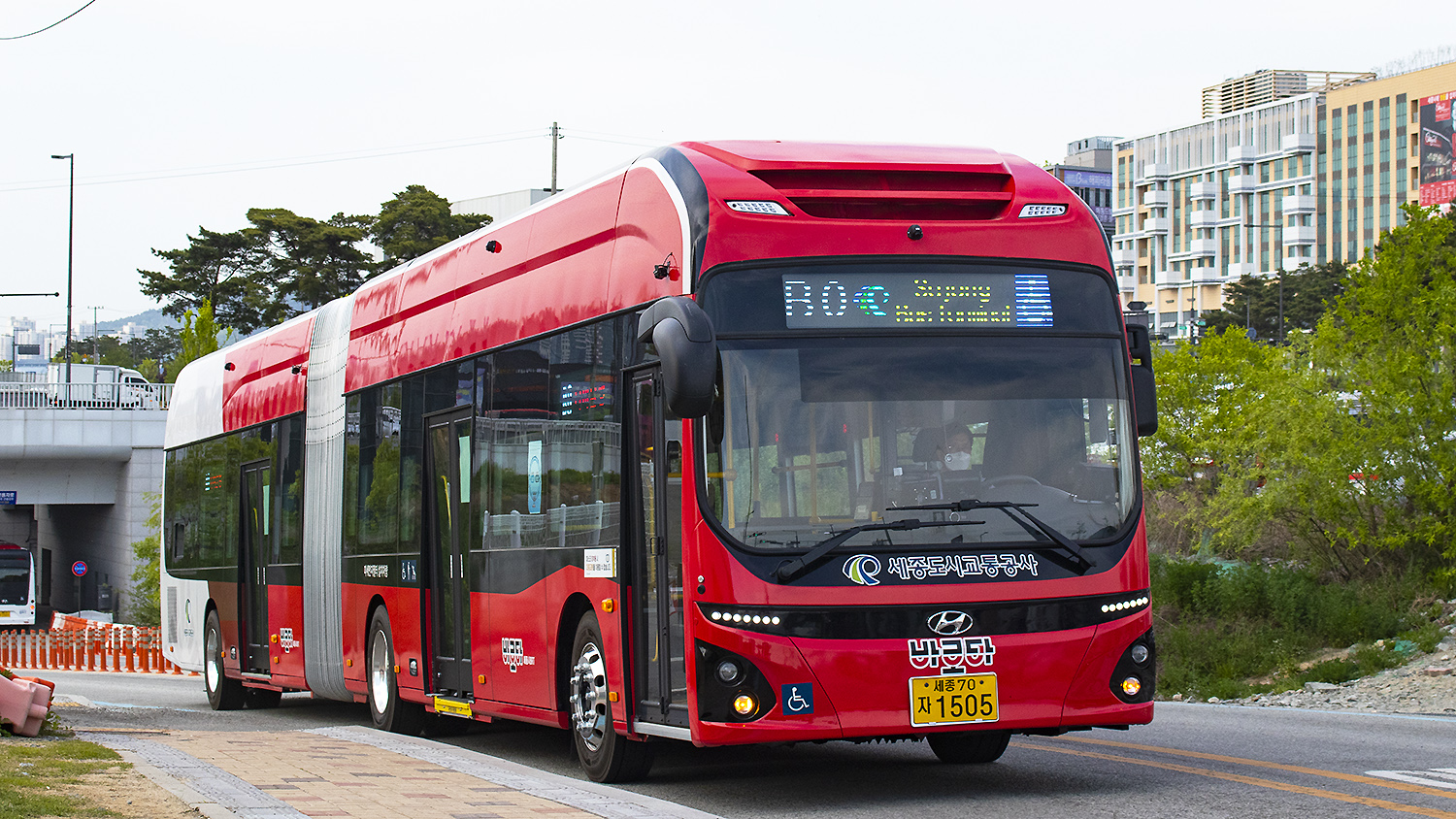
세종도시교통공사 소속 현대 일렉시티 굴절버스
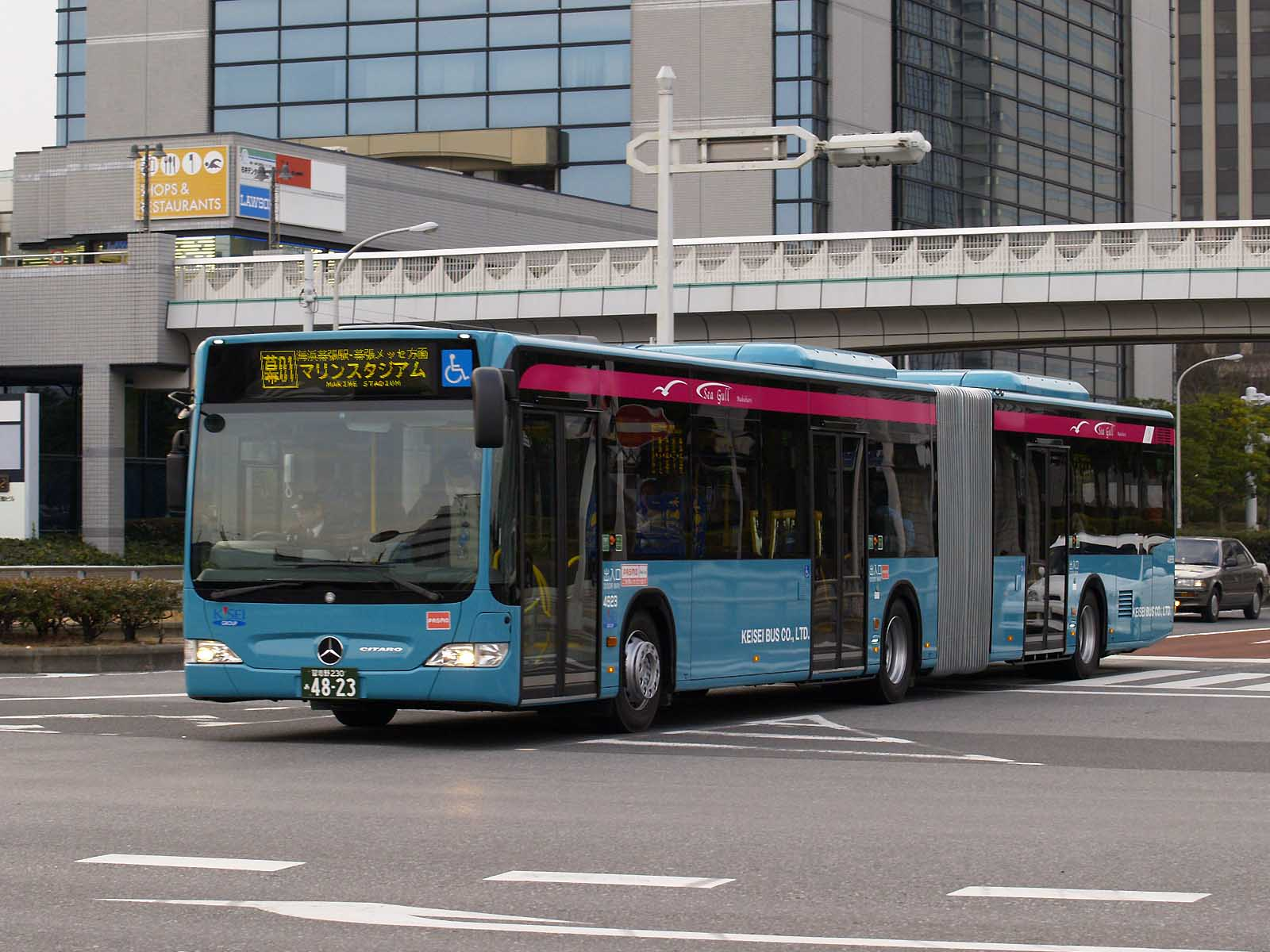
일본 지바현의 굴절버스(메르세데스 벤츠 시타로)
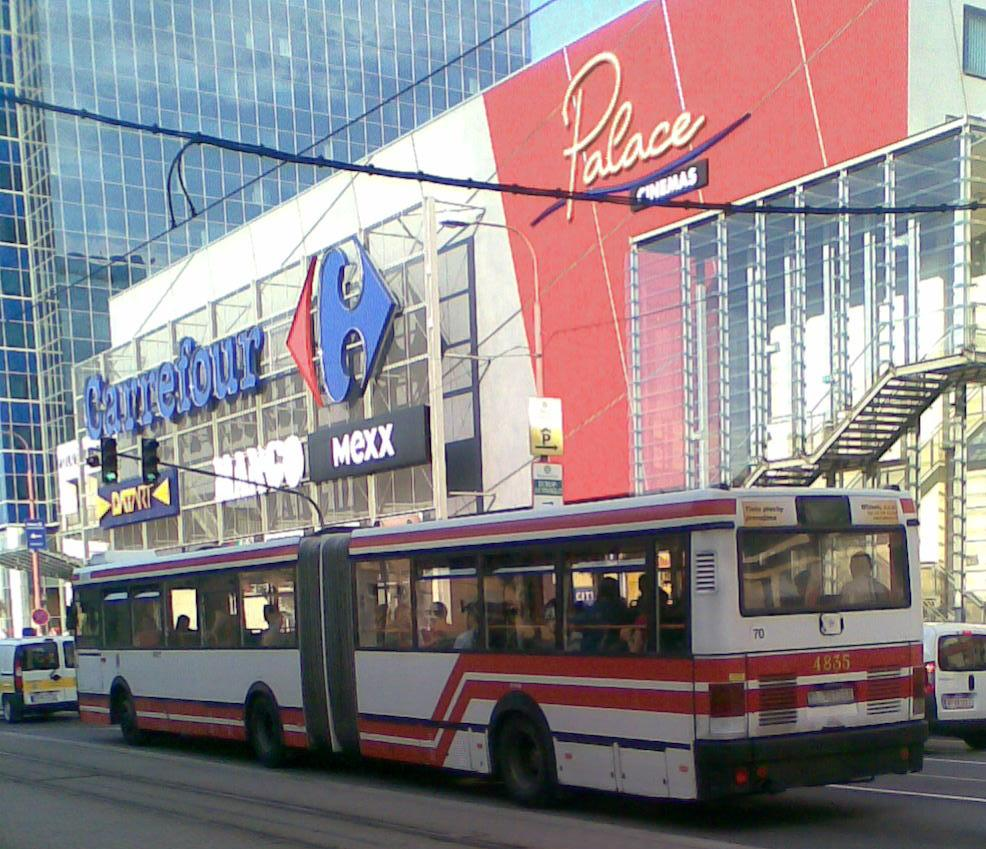
슬로바키아의 굴절버스
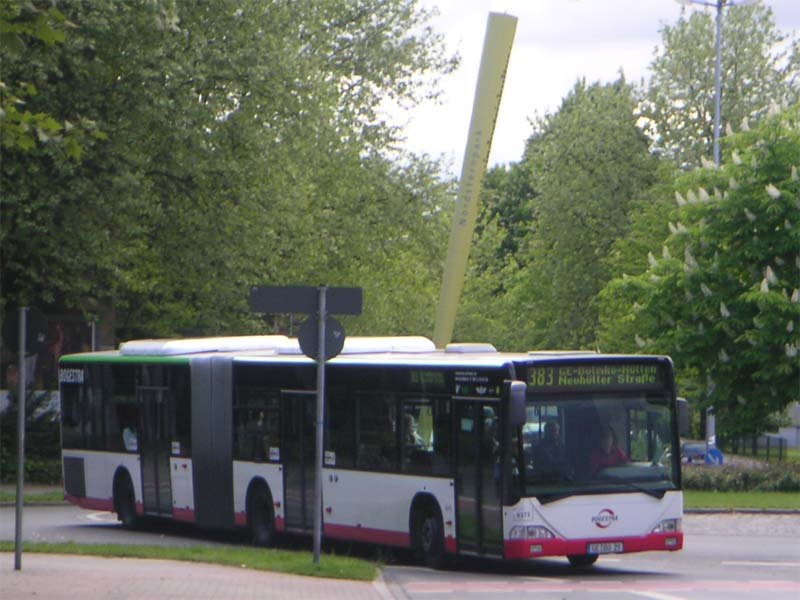
독일 겔젠키르헨의 굴절버스
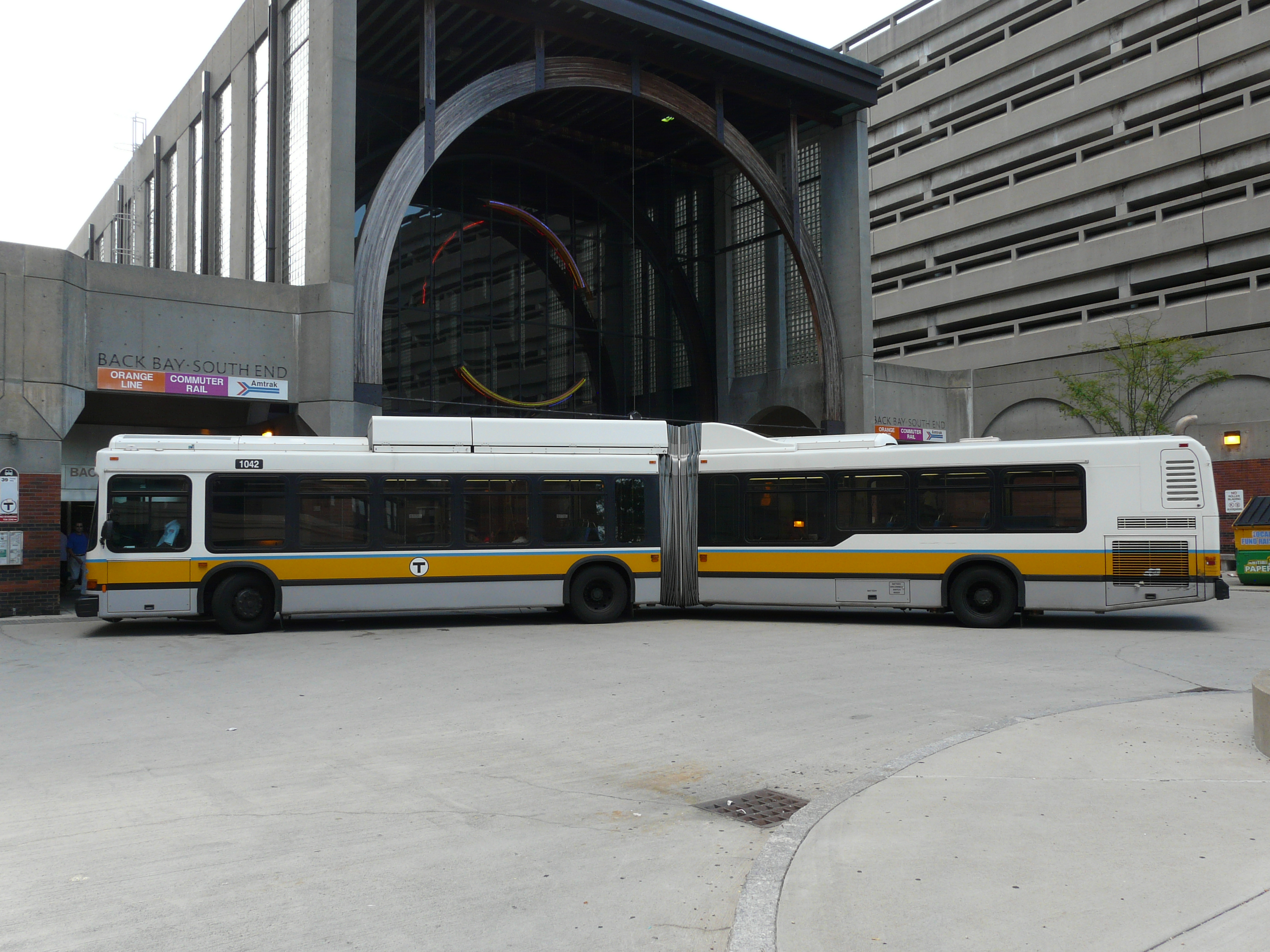
미국 보스턴의 굴절버스
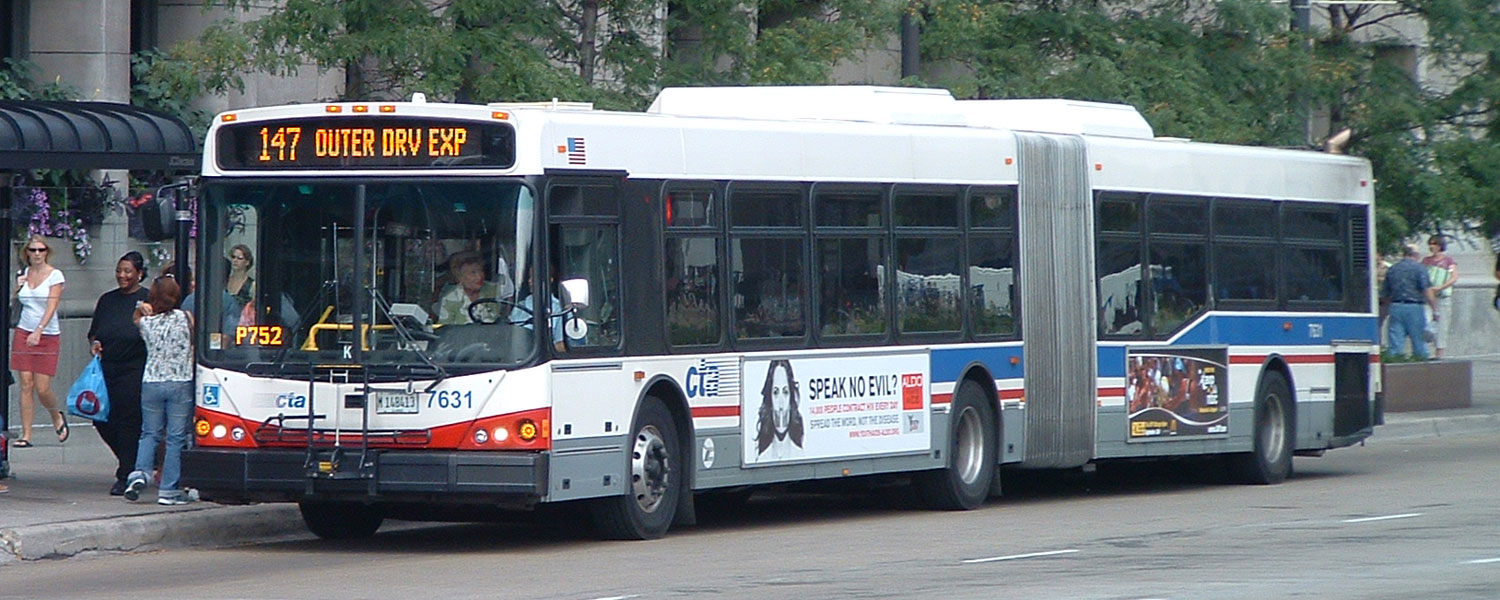
미국 시카고의 굴절버스
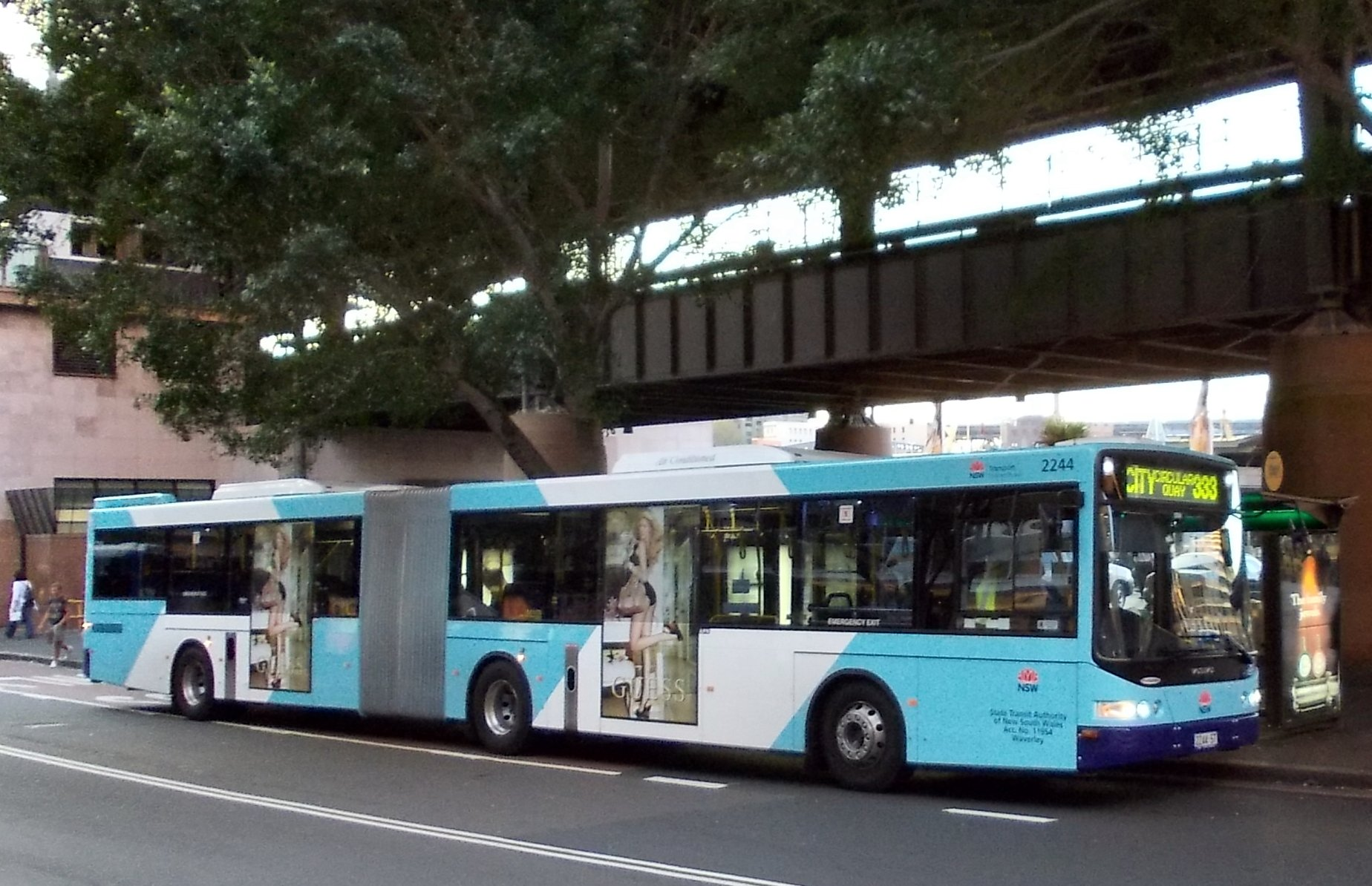
호주 시드니의 굴절버스

## 같이 보기
- 이중굴절버스
- 2층 버스